# Spoorwegen en oorlogvoering
Dit artikel beschrijft de rol van spoorwegen in oorlogen en voorbereiding daarop, alsmede de wijze waarop spoorwegen invloed hadden op de strategie van oorlogvoering.

## Opbouw
- Het kopje Voorgeschiedenis beschrijft de situatie voor de komst van de spoorwegen
- Onder Chronologisch overzicht wordt een overzicht gegeven van het gebruik van spoorwegen in oorlogen sedert 1830
- Onder Thema's worden afzonderlijke aspecten besproken zoals verschillen in spoorwijdtes, ambulancetreinen, pantsertreinen en oorlogslocomotieven.
- Onder "Conclusie" wordt getracht samen te vatten wat de invloed van spoorwegen op oorlogvoering is geweest.

## Voorgeschiedenis

### Logistiek en ravitaillering voor de aanleg van spoorwegen
Voordat spoorwegen waren aangelegd was er slechts één manier om legers en hun uitrusting te verplaatsen: soldaten marcheerden, en hun uitrusting, voor zover niet meegedragen, werd vervoerd in door paarden of ossen getrokken karren. Ook artillerie werd door paarden of ossen getrokken, veelal over zeer slechte wegen. Dit bracht met zich mee dat de aanvoer van voedsel en munitie altijd een probleem vormde, dat toenam naarmate troepen zich verder van hun basis bevonden. Voor voedsel waren legers daardoor veelal aangewezen op wat in de directe omgeving te verkrijgen was, en verkregen werd door aankoop, vordering of, niet zelden, plundering naarmate men dieper in vijandelijk gebied doordrong. Hoe langer de aanvoerlijnen werden, hoe nijpender dit werd. Bijkomende nadelen van het verplaatsen van troepen over grote afstanden was dat de soldaten reeds voordat ze in actie kwamen vermoeid waren, en dat niet zelden een soms aanmerkelijk deel van de troepen verloren ging door ziekte of desertie. Ook de foerage voor de grote hoeveelheden paarden was een voortdurend probleem.
Naarmate legers groter werden (met name de legers van Napoleon Bonaparte waren groter dan ooit tevoren) leidde dit ertoe dat legers steeds meer genoodzaakt waren om zich steeds te verplaatsen: het gebied waarin ze zich bevonden was na steeds kortere tijd leeggeroofd en uitgeput. Dit probleem werd, onder meer, acuut bij de Napoleontische inval in Rusland van 1812: Napoleon had een leger van circa 650.000 man op de been gebracht, maar was aangewezen op een snelle overwinning. Toen die uitbleef, en de vluchtende bevolking de voedselvoorraden vernietigde, werden zijn legers door honger gedwongen tot een terugtocht, die een rampzalig verloop had.

## Chronologisch overzicht
(Dit overzicht noemt alleen de meest omvangrijke conflicten.)

### Komst van de spoorwegen
De aanleg van spoorwegen (vanaf 1830 in het Verenigd Koninkrijk, vanaf circa 1840 elders) bood mogelijkheden die door de militaire en andere autoriteiten echter slechts geleidelijk begrepen werden. Het eerste gebruik van spoorwegen voor militaire doeleinden vond overigens reeds in 1830 plaats, toen het Britse leger de recent geopende Liverpool and Manchester Railway gebruikte voor het transport van troepen van Manchester naar Liverpool om een rebellie in Ierland te onderdrukken. De reis per spoor duurde twee uur, terwijl de voetreis twee dagen zou hebben gekost.
De aanleg van spoorwegen was (uiteraard) een tijdrovend proces, dat in de meeste West-Europese landen decennia in beslag nam. De aanleg vond meestal niet volgens een centraal plan plaats, doch werd overgelaten aan het private initiatief. Spoorwegen verbonden (uiteraard) vooral bevolkingscentra, internationale verbindingen werden eerst later aangelegd.
Het gebruik van spoorwegen voor troepenvervoer vond in de beginjaren vooral plaats voor het bedwingen van binnenlandse onlusten, onder meer ten tijde van de (grotendeeld mislukte) revoluties van 1848-1849. In 1849 werd een Russisch legerkorps van 30.000 man van Polen naar Göding (thans Hodonín) in Moravië vervoerd. Als het eerste grootschalige troepentransport voor uitsluitend militaire doeleinden kan de verplaatsing van 75.000 man en 8.000 paarden door het Oostenrijkse leger in de vroege winter van 1850 naar de Silezische grens worden genoemd.

### Krimoorlog

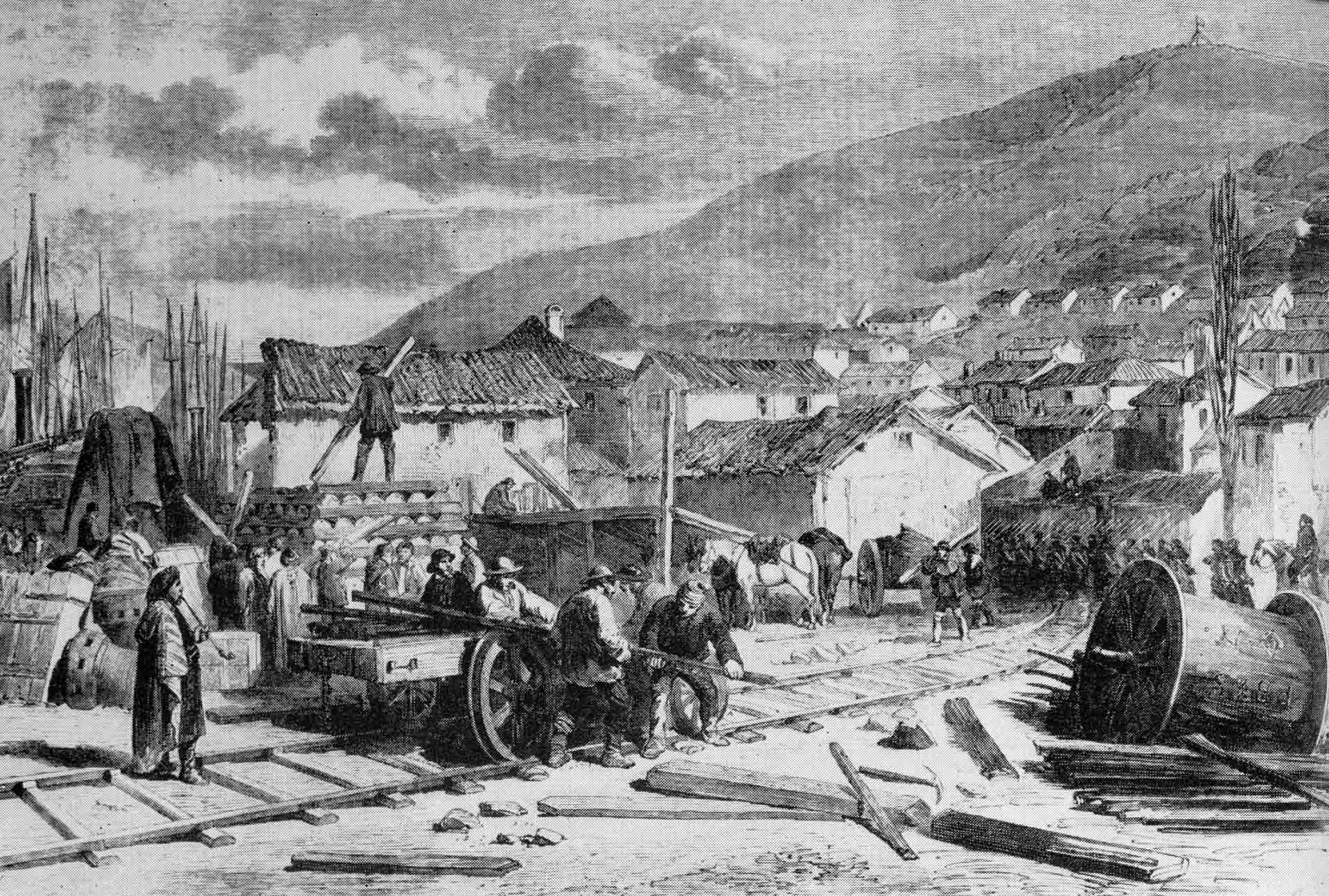
De spoorlijn bij Balaclava
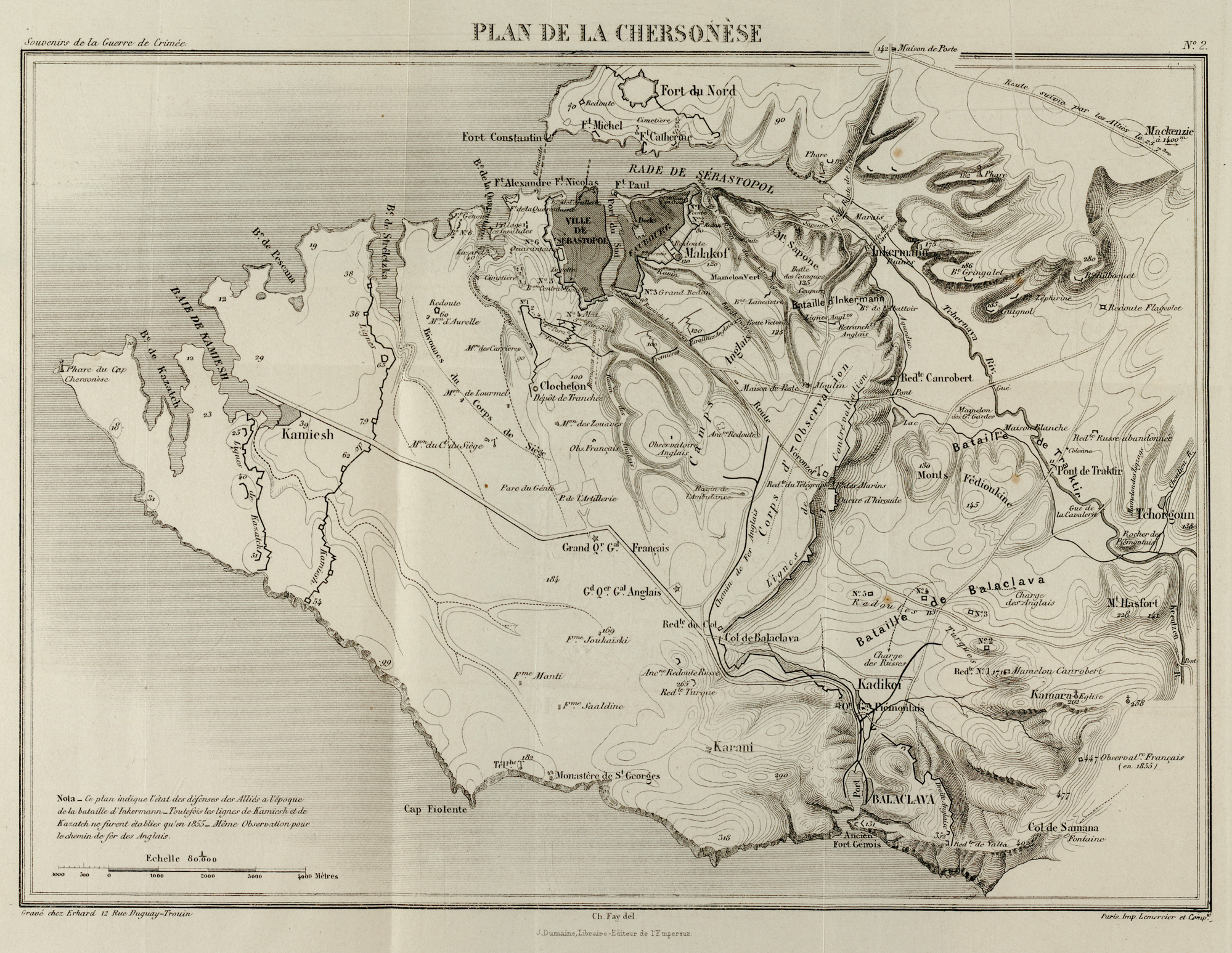
Kaart van de spoorlijn (loopt van haven van Balaclava (rechtsonder) tot het midden van de kaart)

Het voor het Verenigd Koninkrijk teleurstellende verloop van de Krimoorlog (1853 – 1856) leidde tot een roep om verbetering van de aanvoerlijnen tussen de haven van Balaclava en het belegerde Sebastopol. Samuel Peto, een van de grootste Britse aannemers van spoorlijnen, stelde voor tussen beide plaatsen een spoorlijn aan te leggen, wat door de Britse regering werd overgenomen. Met collega-aannemers Brassey en Betts stelde Peto een ploeg van aanvankelijk 250 man personeel (uiteindelijk circa 1000 man) samen, die reeds na enkele weken kon vertrekken. De aanleg verliep succesvol: na iets meer dan zes weken was de spoorlijn operationeel. De hoofdlijn had een lengte van 11 km, maar met inbegrip van dubbel spoor en opstelsporen was er in totaal 62 km spoor gelegd. De spoorlijn werd (ironisch) aangeduid als de Grand Crimean Central Railway. Behalve voor de aanvoer van munitie werd de spoorlijn ook (voor het eerst) gebruikt voor het transport van gewonde militairen.

### Amerikaanse Burgeroorlog

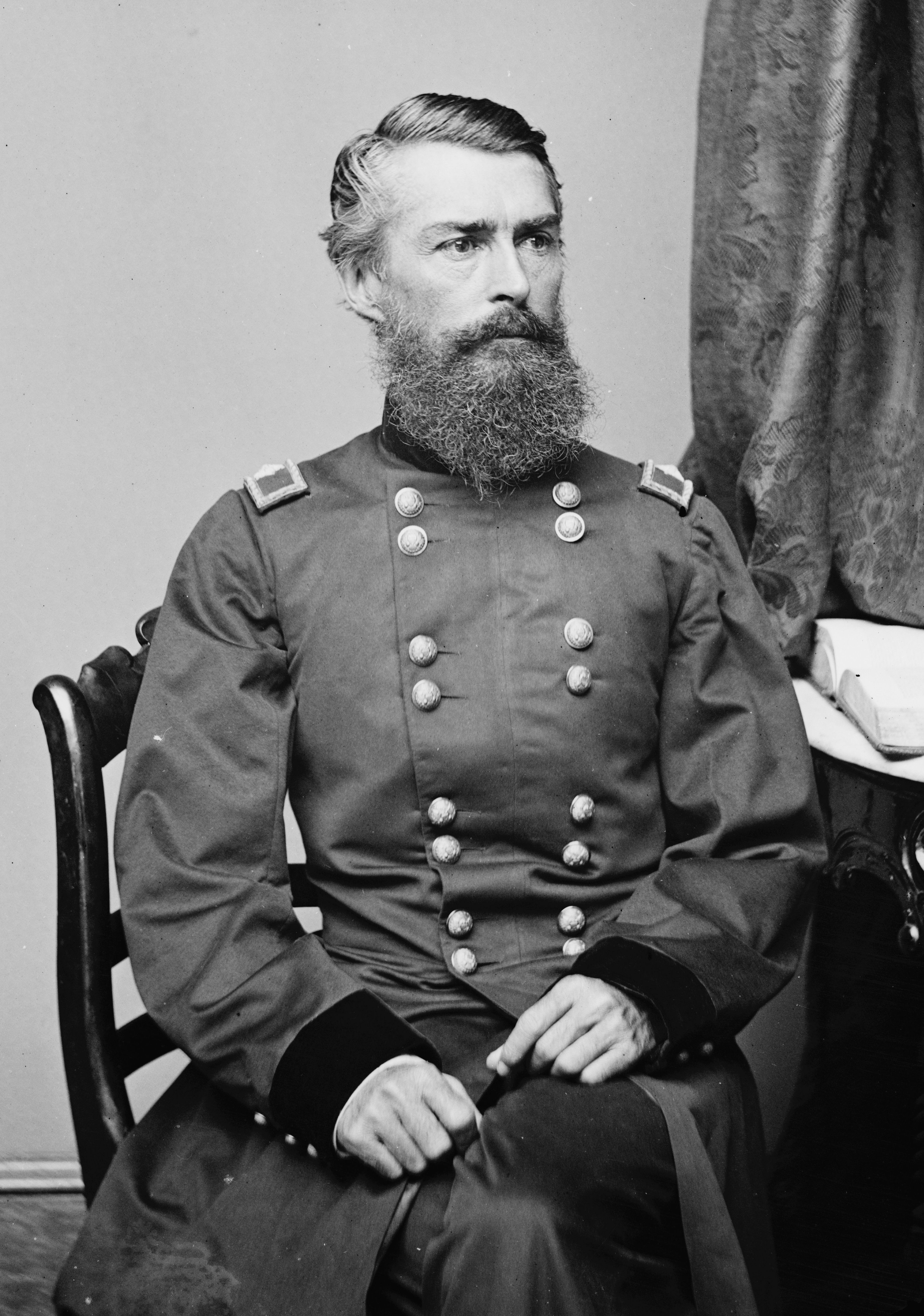
Herman Haupt
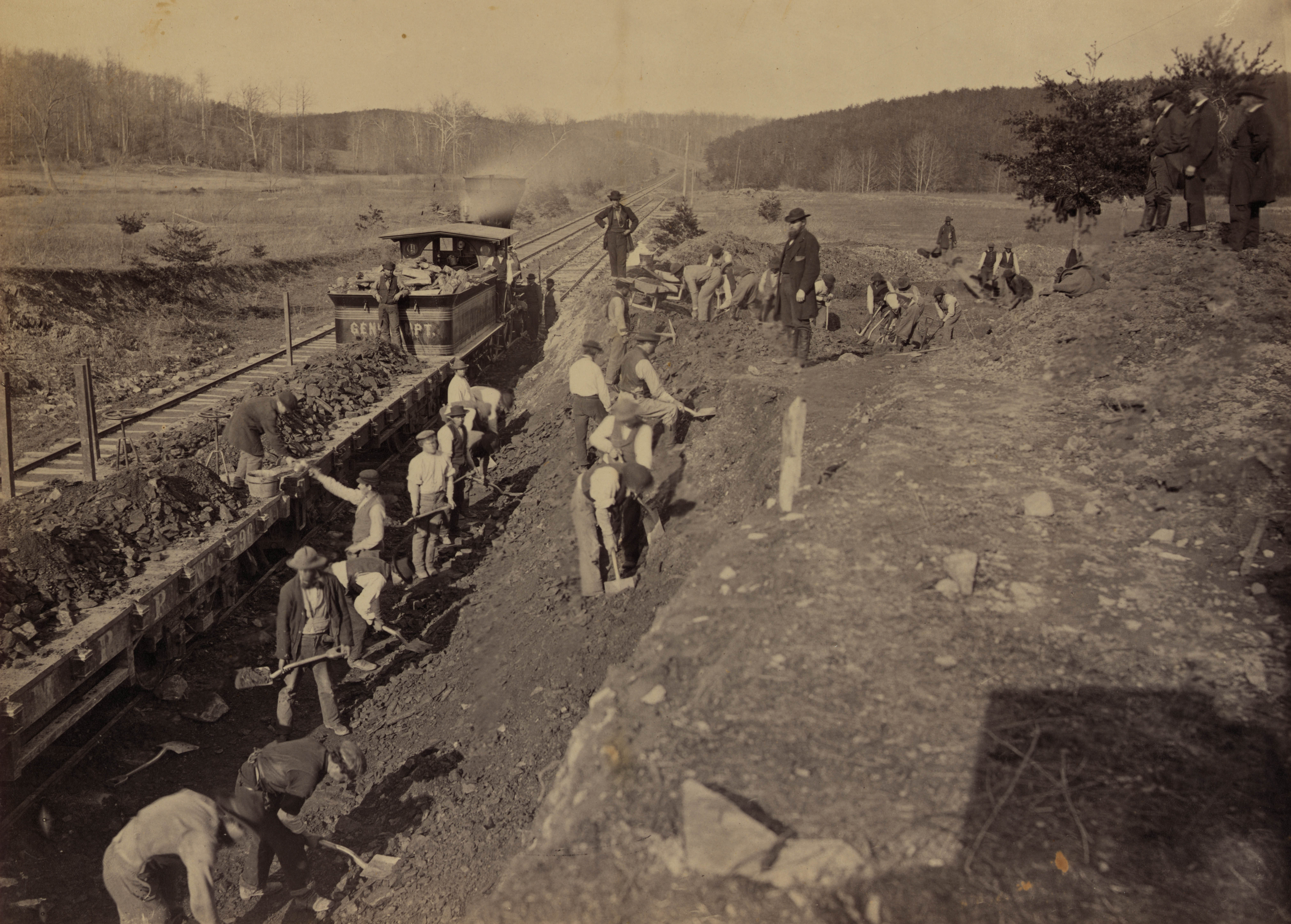
Herman Haupt bij Bull Run, 1863; de locomotief is naar hem vernoemd
Provisorische brug over de Potomac Creek, gebouwd in 40 uur
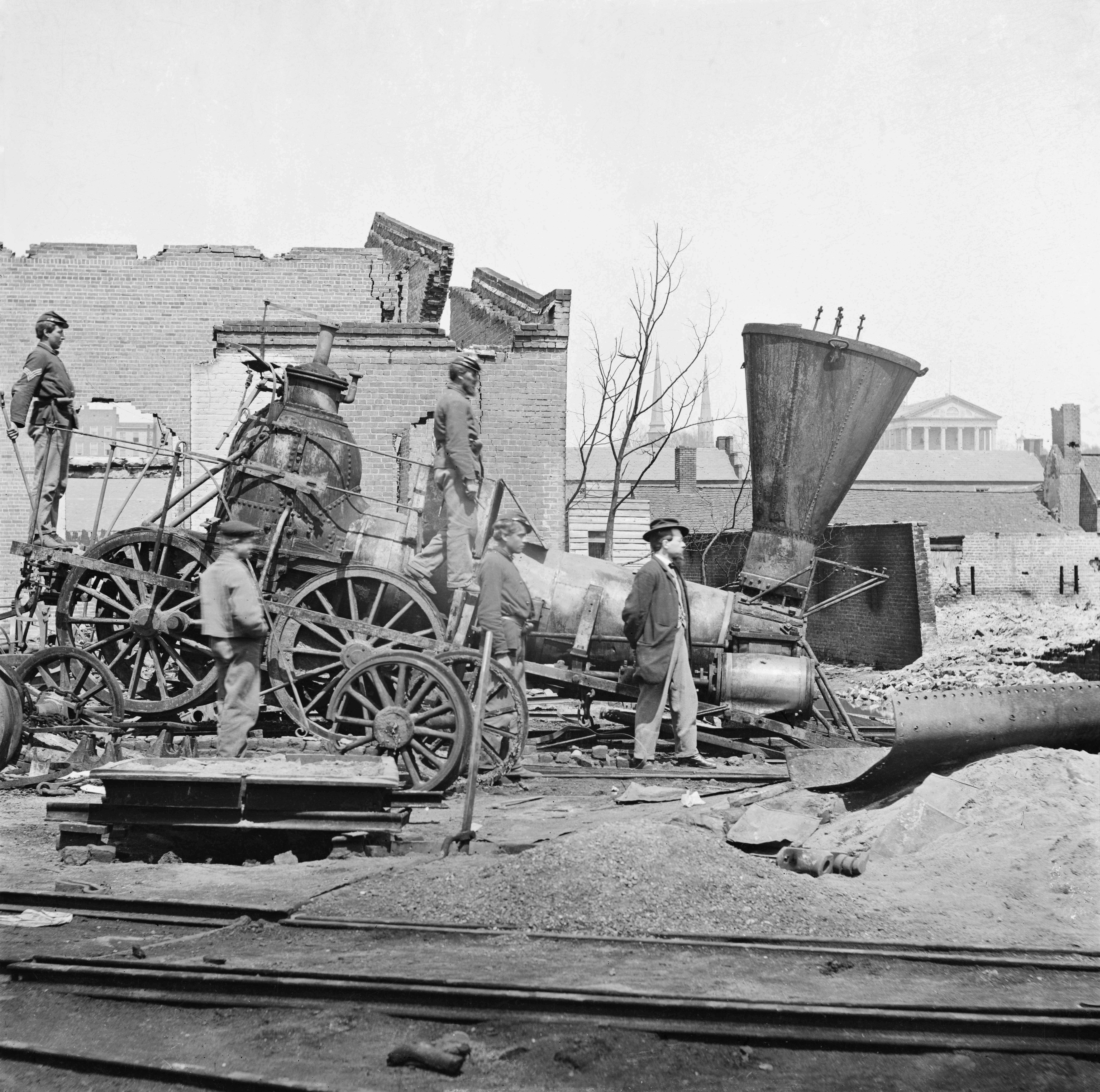
Vernielde locomotief in Richmond, Va., 1865

De Amerikaanse Burgeroorlog (1861-1865) strekte zich uit over een zeer groot en veelal dunbevolkt gebied, met slechte wegen, zodat spoorverbindingen vaak (naast rivieren en kanalen, indien aanwezig en bruikbaar) de enige manier waren om troepen te verplaatsen en van voedsel en munitie te voorzien. De spoorwegen waren echter vaak volgens minimale standaarden aangelegd: enkel spoor, lichte rails, onvoldoende geballast, dwarsliggers van onbehandeld hout. Een bijkomend probleem was dat er diverse spoorwijdtes bestonden.
Reeds voor de aanvang van de vijandelijkheden nam de regering van de Noordelijke staten een strategische belangrijke spoorlijn (Philadelphia - Wilmington - Baltimore) over. In januari 1862 werd de President de bevoegdheid toegekend om alle spoorlijnen in bezit te nemen, door de oprichting van de United States Military Railroads. Dit werd echter slechts gedaan indien dat voor de betreffende spoorlijn of een gedeelte ervan nodig werd geoordeeld. Er werd een Military Director (Daniel McCallum) aangesteld de aldus overgenomen spoorlijnen te besturen. Deze functionaris richtte een Transportation Department op, dat de lijnen gebruikte, en een Construction Department, dat verantwoordelijk was voor aanleg en herstel.
Het vernielen van spoorlijnen werd, naarmate het conflict voortduurde, een steeds belangrijker onderdeel van de strategie van beide partijen:
It was the American Civil War that was to elevate railway destruction and restoration into a science and to see the establishment, in the interests of such science, of an organisation which was to become a model for European countries and influence the whole subsequent course of modern warfare.— Pratt, p.30
Houten bruggen en viaducten werden aanvankelijk vernield door ze in brand te steken. Later werden gaten in de dragende delen geboord, waarin een explosief werd geplaatst; gesteld werd dat een ploeg van twee man per deel van de overspanning een brug in enkele minuten geheel kon vernielen. Rails werden aanvankelijk losgeschroefd; de dwarsliggers werden opgestapeld en, met de rails er bovenop, in brand gestoken, waardoor de rails vervormden. Later werden hefbomen gebruikt waarmee rails in korte tijd zodanig verwrongen konden worden dat ze geheel onbruikbaar werden en opnieuw gewalsd moesten worden. Voor het vernielen van een locomotief bleek de meest efficiënte oplossing te zijn, een kanonskogel door de ketel te schieten.
Voor het herstel van vernielde spoorlijnen en bruggen werd door de Noordelijke staten Herman Haupt aangesteld, een gewezen militair die als civiel ingenieur bekendheid genoot. Haupt liet gestandaardiseerde brugdelen vervaardigen, die (op spoorwagons of met ossenkarren) vervoerd konden worden, en snel tot vervangende bruggen konden worden samengesteld. De snelheid waarmee vernielde bruggen konden worden hersteld was soms in enkele dagen uit te drukken. Hierbij werd gebruik gemaakt van wat er in de onmiddellijke omgeving aan materiaal gevonden werd. Uiteindelijk had het Construction Corps een omvang van 10.000 man. In totaal werd door het Construction Corps 614 mijl spoorlijn aangelegd of opnieuw aangelegd.
De Zuidelijke staten namen de spoorwegen pas over in februari 1865, drie maanden voor het einde van de oorlog. Tot dan toe bleven de spoorwegen in private handen, waarbij spoorwegen het eigen financiële belang konden laten prevaleren. Uiteraard was er geen sprake van een effectieve eenhoofdige leiding over de spoorwegen. Voorts bevonden fabrieken van spoorwegmaterieel zich voornamelijk in het noorden. Al deze factoren droegen bij aan de uitkomst van de oorlog.

### "Lessons learned"
Het gebruik van spoorwegen in de Amerikaanse Burgeroorlog werd door buitenlandse waarnemers met belangstelling gevolgd, die hun bevindingen te boek stelden. De bevindingen kunnen aldus worden samengevat:
- Het is essentieel dat de militaire autoriteiten en de spoorwegen kennis van en begrip voor elkaars deskundigheid hebben, en van elkaars problematiek.
- Er dient, per spoortraject (ongeacht de omvang ervan), een tweehoofdige leiding te zijn, bestaande uit militairen en spoorwegmanagers.
- Alle opdrachten aan de spoorwegen dienen via die leiding te worden gegeven.[16]

Hieruit vloeide voort dat individuele (hoge) officieren niet bevoegd dienden te zijn om specifieke orders aan spoorwegfunctionarissen te geven, ook niet indien vergezeld van dreigementen.
Verdere bevindingen waren:
- Treinen dienen te rijden volgens een vastgestelde dienstregeling, ook indien ze nog niet geheel beladen zijn: verstoringen in de dienstregeling van één trein leiden tot verdere verstoringen.
- Treinen moeten pas vertrekken als vaststaat dat ze op hun bestemming direct ontladen kunnen worden.
- Ontladen wagons moeten direct worden geretourneerd.[17]
- Legers dienden speciale eenheden te vormen voor het bouwen, vernielen, herstellen en zo nodig geheel opnieuw aanleggen van spoorlijnen.

Niet al deze bevindingen leidden tot concrete stappen: de mate waarin dit gebeurde had invloed op het verloop van latere conflicten. Aan Pruisische zijde werd wel lering getrokken uit de lessen van de Amerikaanse Burgeroorlog. Reeds in 1866 werd besloten tot het oprichten van een korps spoorwegtroepen (Feldeisenbahnabteilung), bestaande uit zowel militairen als burgerpersoneel, dat zorg moest dragen voor zowel het vernielen als het herstellen van spoorlijnen. Deze troepen werden voor het eerst ingezet in de Oostenrijks-Pruisische Oorlog van 1866. Hoewel de spoorwegen een nuttige bijdrage leverden, was dit beperkt door een tekortschietende organisatie: "All Haupt's rules were being broken [...].". Spoorlijnen raakten verstopt, honderden wagons werden voor opslag gebruikt. De Pruisische overwinning bij de Slag bij Königgrätz betekende echter het einde van de oorlog.
Voor de "goede verstaander" was duidelijk dat het gebruik van spoorwegen voor oorlogsdoeleinden een zeer gedegen voorbereiding vergde:
Railways need to be timetabled quite as strictly in war as in peace; indeed more strictly, nineteenth-century soldiers learned, for mobilisation required lines designed to carry thousands of passengers monthly to move millions in days— Keegan, p. 41

### Frans-Duitse Oorlog
Tijdens de Frans-Duitse Oorlog (1870-1871) bleek het gebrek aan voorbereiding de Fransen parten te spelen. Plannen voor een centrale leiding waren wel opgesteld maar niet uitgevoerd, zodat er chaotische situaties ontstonden. Toch slaagden de Franse spoorwegen er in om tussen 16 juli en 4 augustus 1870 300.000 manschappen en 64.700 paarden te vervoeren. Een groot deel van de troepen en hun voorraden waren bestemd voor Metz: de chaos die daar ontstond werd als "historisch" omschreven:
Everything was in inextricable confusion. Nobody knew where any particular commodity was to be found or, if they did, how to get the truck containing it from the consolidated mass of some thousands of vehicles.— Pratt, p. 125
De Fransen verloren uiteindelijk (naar schatting) 16.000 wagons aan de Duitsers.
De voorbereiding van Pruisische zijde was aanmerkelijk beter, maar naarmate de oorlog langer duurde (en het conflict zich verder van het eigen grondgebied afspeelde) traden knelpunten op. Ook bleken Pruisische locomotieven vaak te hoog te zijn voor het omgrenzingsprofiel van de Franse spoorwegen.

### Brits-Egyptische inval in Sudan, 1896-1899
In dit conflict legden de Britten een spoorlijn (op kaapspoor met een spoorwijdte van 1067 mm) aan vanaf Wadi Halfa (in het noorden van Soedan, bij de grens met Egypte, van waar er een scheepvaartverbinding was met het Egyptische spoorwegnet) tot nabij Khartoum, aangeduid als de Sudan Military Railway. In zijn boek The River War geeft Winston Churchill (die aan de oorlog deelnam als zowel officier als oorlogscorrespondent) een redelijk uitgebreide beschrijving van de problemen bij de aanleg. De spoorlijn was de enige verbinding tussen Egypte en de plaats tot waar de aanleg gevorderd was, c.q. de plek waar de voorhoede van de troepen zich bevond: alles moest langs deze lijn worden aangevoerd. Uiteindelijk had de lijn een lengte van ruim 800 kilometer.
Zie ook s:en:1911 Encyclopædia Britannica/Egypt/3 History, paragraaf Sudan Operations, 1896-1900.

### Tweede Boerenoorlog

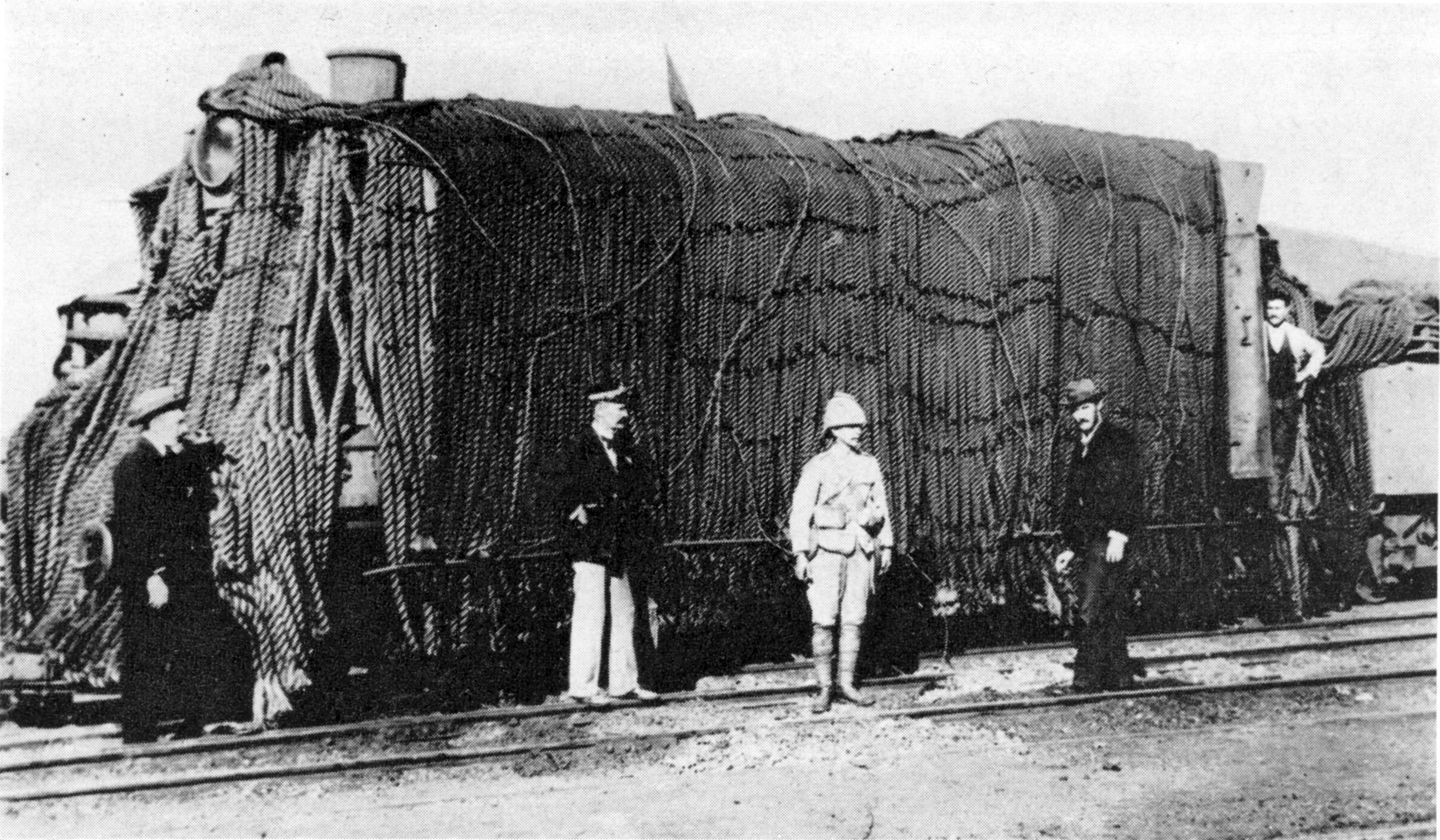
"Hairy Mary"
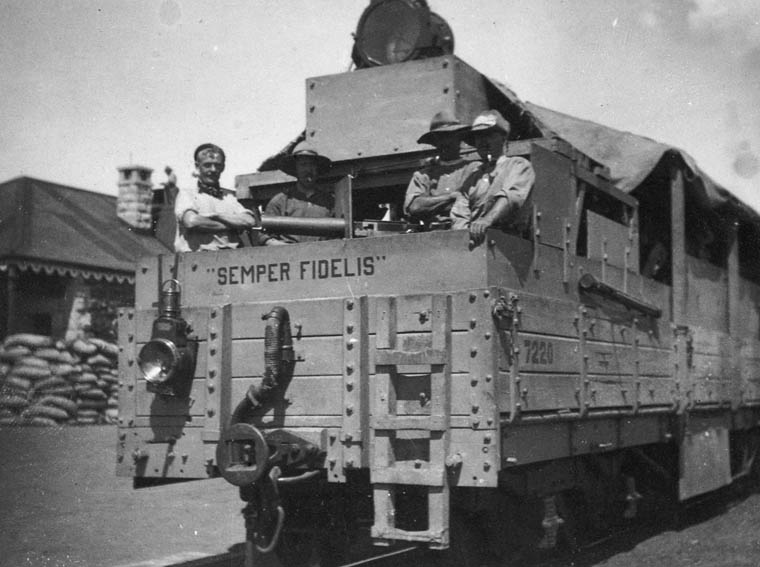
Canadese troepen in gepantserde trein met Maxim Gun, 1902

Tijdens de Tweede Boerenoorlog (1899-1902) maakten de Britten op redelijk grote schaal gebruik van spoorlijnen, terwijl de Boeren zich specialeerden in sabotage ervan. De Britten bouwden ter verdediging van hun spoorlijnen een groot aantal blokhuizen. Ook werden op beperkte schaal pantsertreinen gebruikt. In een ervan deed Winston Churchill mee aan een verkenningsrit, waarbij de trein in een hinderlaag reed en Churchill gevangen genomen werd, uit welke gevangenschap hij later ontsnapte. Een zeer eenvoudige vorm van bescherming bestond uit het bekleden van een trein met touw: het resultaat stond als "Hairy Mary" bekend.

### Russisch-Japanse Oorlog

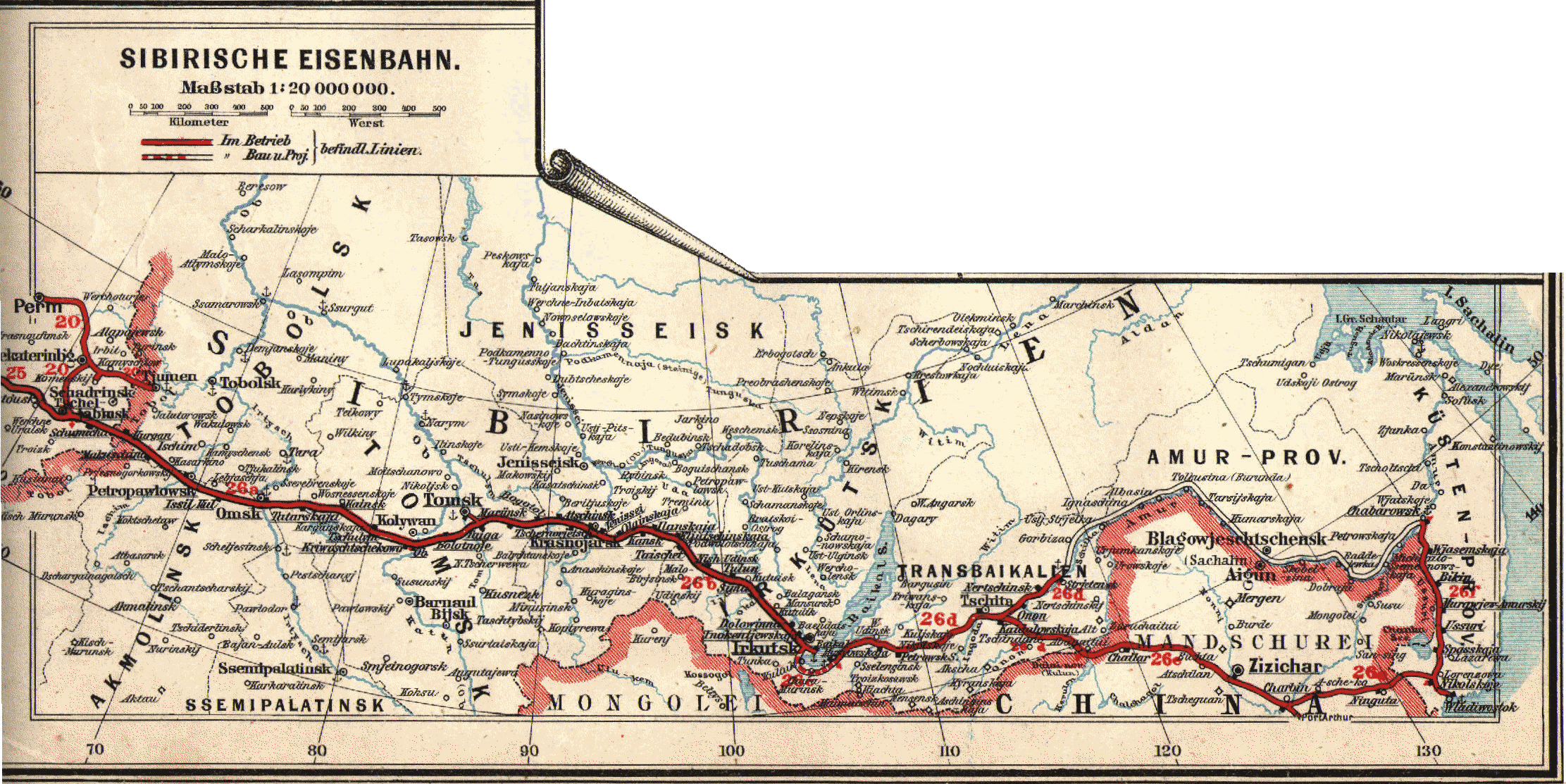
De Trans-Siberische spoorlijn en de Trans-Mantsjoerische spoorlijn in 1897, met het ontbrekende traject ten zuiden van het Baikalmeer
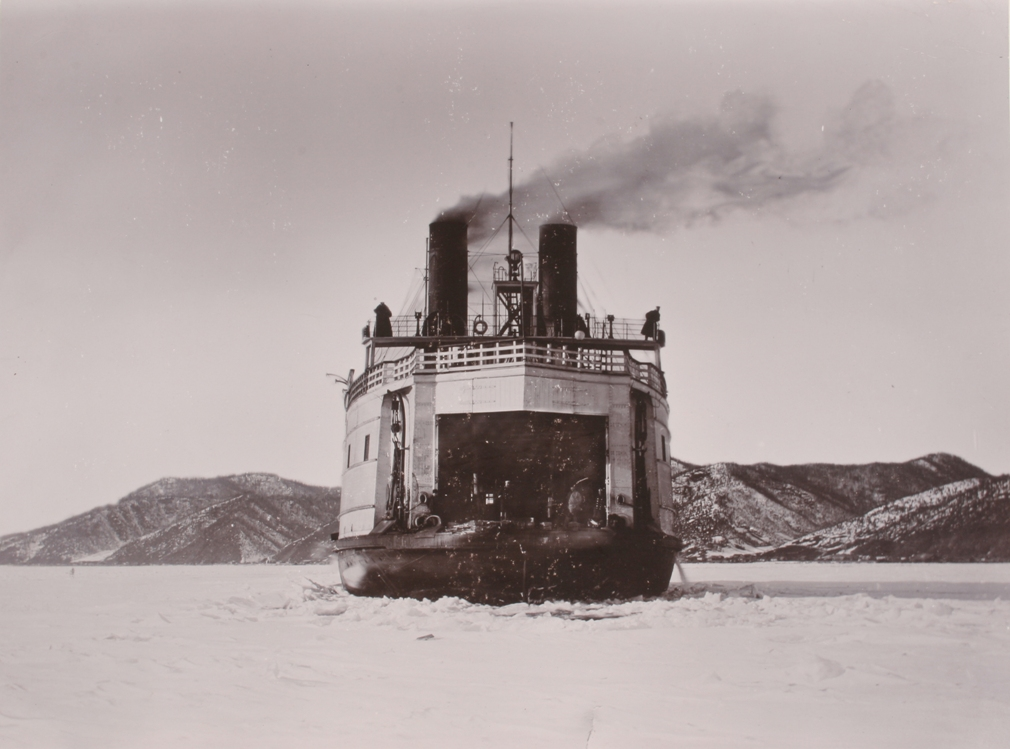
De veerboot op het Baikalmeer, 1896

Bij de Russisch-Japanse Oorlog (1904-1905), die zich (ter land) afspeelde in Mantsjoerije, was Rusland, na de Slag bij Tsushima, geheel aangewezen op de Trans-Siberische spoorlijn en de Trans-Mantsjoerische spoorlijn. De eerstgenoemde was grotendeels klaar, maar de lichte bouw (te lichte rails op onvoldoende ballast) alsmede een gebrek aan passeermogelijkheden stelden grenzen aan de capaciteit. Meer dan een handvol treinen per dag bleek niet mogelijk. De route ten zuiden van het Baikalmeer was nog niet gereed. De beide veerschepen konden in de winter niet worden ingezet. Gekozen werd voor het aanleggen van een spoorlijn over het ijs, op extra brede dwarsliggers. Ondanks alle problemen slaagde het Russische leger er in om grote aantallen manschappen naar het front te vervoeren: schattingen liepen uiteen van 510.000 tot bijna 1 miljoen manschappen. De val van Port Arthur (China) leidde uiteindelijk tot het Verdrag van Portsmouth.

### Mexicaanse Revolutie
In de Mexicaanse Revolutie (1910-1913) werd het vernielen van spoorlijnen verder ontwikkeld: om beide rails werd een stalen ketting bevestigd, die aan de koppeling van een locomotief werd bevestigd. Deze trok de rails los van de dwarsliggers. Van de dwarsliggers en de rails werden stapels gemaakt die werden aangestoken.

### Eerste Wereldoorlog

#### Voorbereidingen aan beide zijden
Aan Duitse zijde werd, reeds kort na het einde van de Frans-Duitse oorlog, begonnen met de voorbereidingen voor een eventueel volgend conflict. Spoorwegtroepen werden geformeerd, bestaande uit militairen en burgerpersoneel (die een rang als reservist in het leger kregen. Ten tijde van het uitbreken van de oorlog hadden deze troepen een omvang van 180 officieren en 4500 manschappen. Ten zuiden van Berlijn werd tussen Marienfelde en Zossen (later verlengd naar Jüterbog) een militaire spoorlijn aangelegd, waar geoefend kon worden met het laden en lossen van geschut en het vernielen en weer opbouwen van bruggen en rails. De Eisenbahnabteilung hield zich bezig met het opstellen van en oefenen met gedetailleerde dienstregelingen.
Aan Franse zijde werden vergelijkbare voorbereidingen getroffen, maar later. Uit de in 1870 gemaakte fouten bleek lering te zijn getrokken: een Duitse waarnemer liet zich in zeer positieve termen uit over de in 1892 bereikte vooruitgang. Een met de Duitse organisatie vergelijkbaar regiment spoorwegtroepen was rond de eeuwwisseling gereed.
In het Verenigd Koninkrijk was de belangstelling voor deze materie minder groot: men bevond zich tenslotte op een eiland, en de verdediging berustte in eerste aanleg bij de Royal Navy. Wetgeving om in geval van oorlogsdreiging de spoorwegen over te nemen werd wel gemaakt. In 1865 werd een Engineer and Railway Volunteer Staff Corps opgericht, dat echter uitsluitend uit officieren bestond, en derhalve niet te vergelijken viel met spoorwegtroepen. In 1896 werd een War Railway Council opgericht, met de uit andere landen bekende samenstelling van militairen en spoorwegmanagers. Dit orgaan had echter uitsluitend adviserende taken: het was "to act in a purely advisory capacity, without assuming any administrative or executive functions". Een met die in andere landen vergelijkbare organisatie kwam eerst enkele jaren voor het uitbreken van de oorlog tot stand. door de aanstelling van  Railway Transport Officers, onder een Director of Railway Transport.
Het Russische spoorwegnet was in het uiterste westen van het rijk niet omvangrijk, zodat een oprukkende vijand logistieke problemen zou krijgen. Bij een mobilisatie was dit uiteraard een nadeel. In 1914 waren er zes lijnen met dubbel spoor en twee lijnen met enkel spoor die toegang gaven tot het westelijk front. Uitbreidingsplannen, met Franse financiële steun, waren bij het uitbreken van de oorlog slechts gedeeltelijk uitgevoerd. De Russische spoorwegen zouden echter indrukwekkende prestaties leveren.

#### Mobilisatie en begin van de oorlog

Het Schlieffenplan, versie 1914
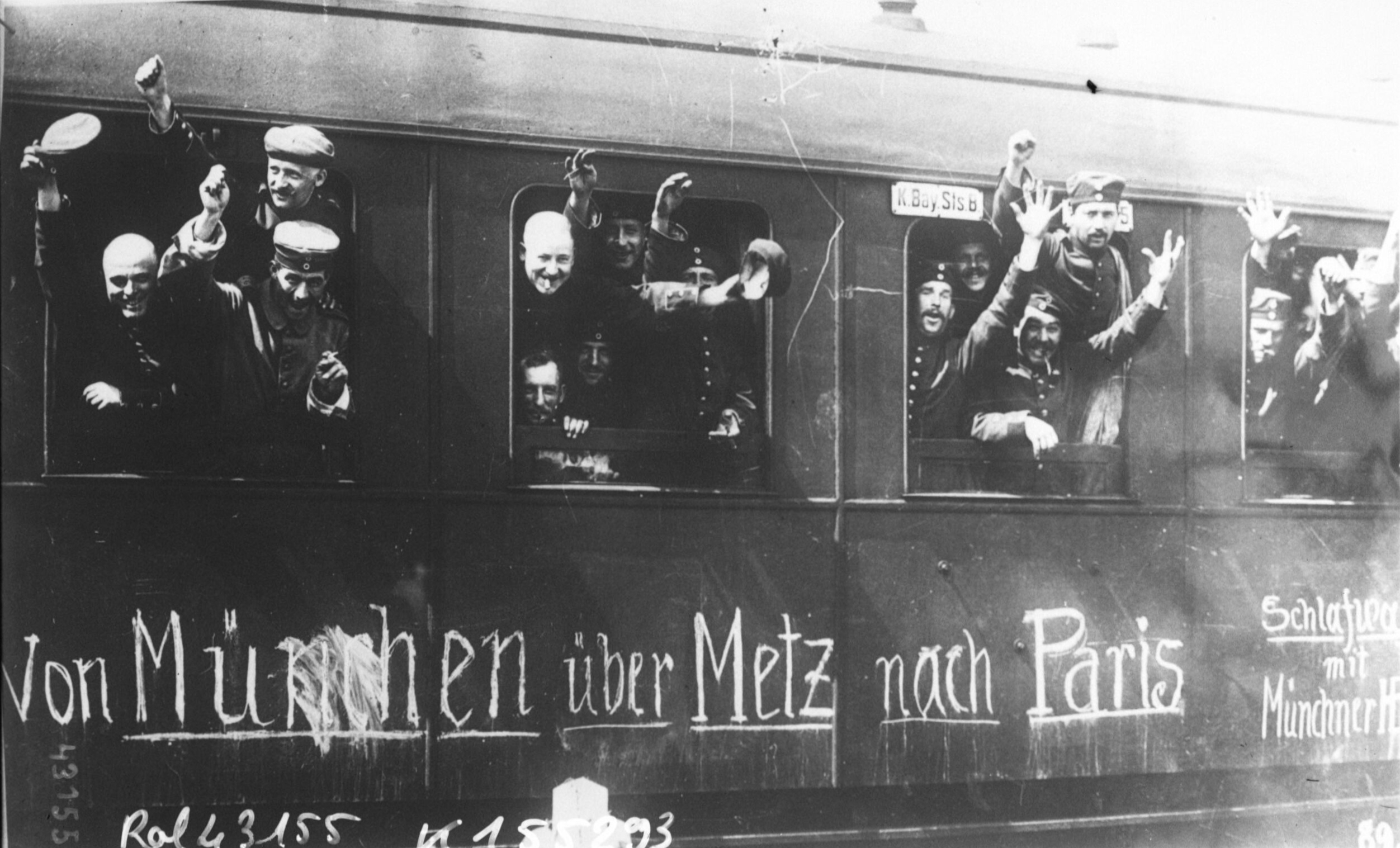
Duitse soldaten bij de mobilisatie
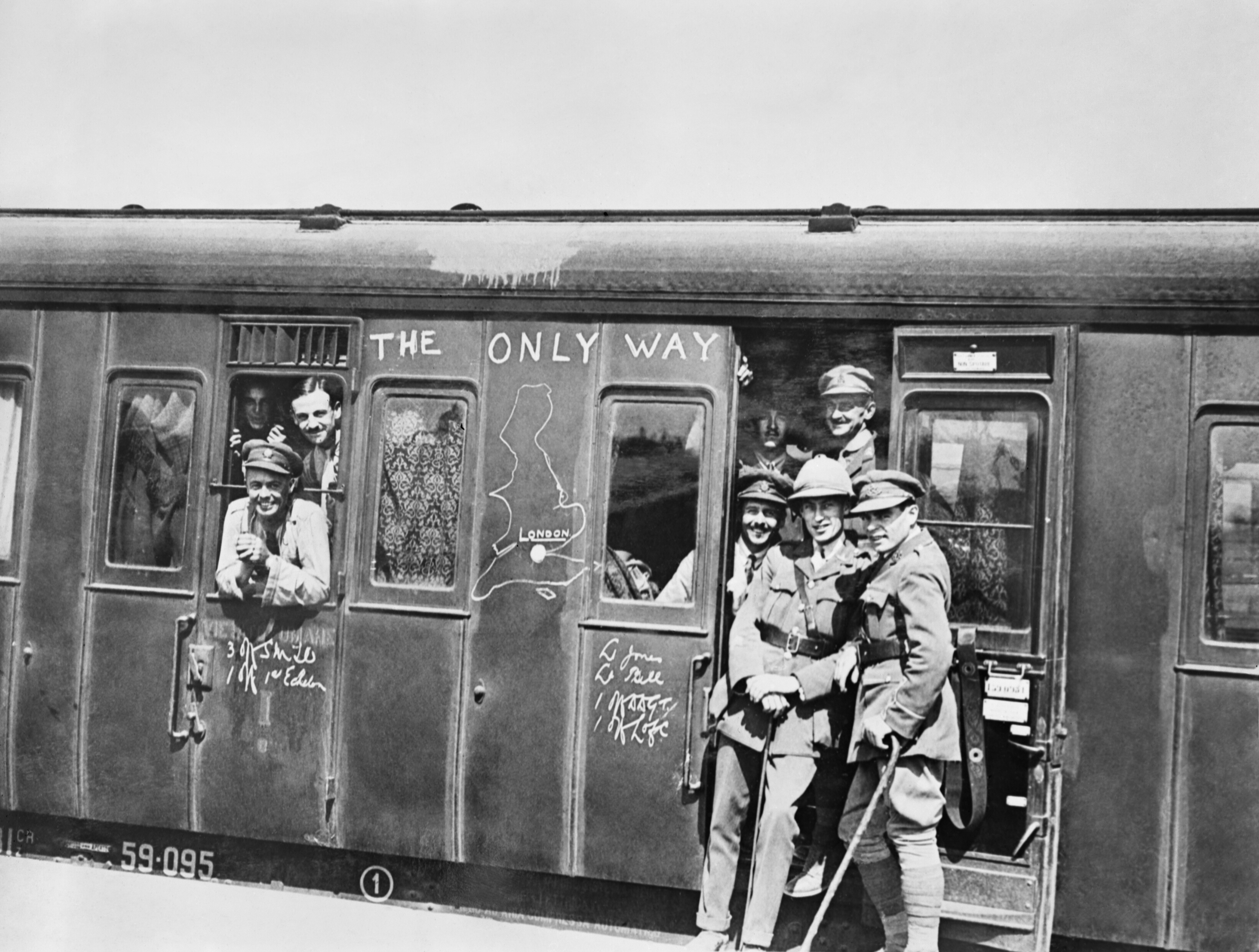
Britse soldaten
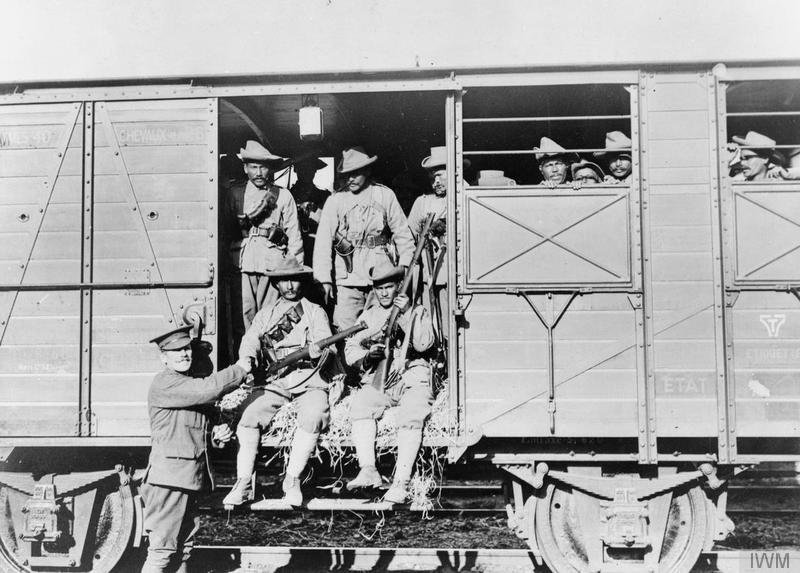
Gurkhas, november 1914

Aan Duitse zijde leunde de mobilisatie in hoge mate op het optimaal gebruik van spoorwegen. Het Schlieffenplan voorzag in een inval in België en Frankrijk met het overgrote deel van het Duitse leger; na een snelle overwinning (binnen zes weken) zouden dezelfde troepen massaal naar het oosten worden overgebracht om Rusland aan te vallen, voordat het Russische leger zelf gemobiliseerd zou zijn. Hiertoe was een zeer gedetailleerd plan opgesteld, waarin het vervoer van honderdduizenden militairen, met al hun paarden en uitrusting, in 11.000 treinen, tot in detail was beschreven, inclusief op welke stations zij zouden eten. In de nacht van 1 op 2 augustus 1914 overwoog de Duitse keizer nog om af te zien van een aanval op Frankrijk en eerst Rusland aan te vallen, maar werd door Von Moltke daarvan weerhouden: afwijken van het opgestelde schema zou tot chaos leiden.
Het Schlieffenplan leunde op de aanname dat het Belgische spoorwegnet onbeschadigd in Duitse handen zou vallen. Toen het Belgische leger wel verzet bood en er in slaagde om diverse spoorlijnen, incusief tunnels en bruggen, te vernielen, was het Duitse leger voor zijn opmars aangewezen op lange en uitputtende dagmarsen. Van het gebruik van spoorwegen, zowel bij de opmars door België naar Frankrijk, als bij de verplaatsing naar Rusland na de beoogde overwinning op Frankrijk, kwam niets terecht.
Aan het Oostfront speelden spoorwegen een essentiële rol bij de verplaatsing van Duitse troepen na de Slag bij Tannenberg naar de locatie van de Eerste Slag bij de Mazurische Meren; direct na het einde van de eerste slag begon het transport naar het noorden. Het Oostenrijks-Hongaarse spoorwegnet was gedeeltelijk voorbereid op een oorlog: lijnen naar Galicië waren uitgebreid, maar lijnen naar Rusland schoten tekort. Voor de logistieke behoeften van troepen in (het toenmalige) Servië was er slechts één enkelsporige lijn.
Bij de oorlogsvoorbereidingen van Oostenrijk-Hongarije speelde een rol dat tot in een laat stadium niet duidelijk was of diens troepen nu naar Servië of naar de Russische grens moesten worden gedirigeerd, hetgeen tot grote problemen bij de logistiek van de mobilisatie leidde. Voor het "vastlopen" van de Duitse aanval en het ontstaan van de loopgravenoorlog in België en Noord-Frankrijk wordt verwezen naar andere artikelen.
In het Verenigd Koninkrijk was het leger aangewezen op de haven van Southampton voor het vervoer van de British Expeditionary Force naar Frankrijk. De London & South Western Railway slaagde er in om tussen 9 en 31 augustus 1914 met 711 treinen 130.000 manschappen met hun uitrusting te vervoeren. De havens van Dover en Folkestone (gebruikt door de South Eastern & Chatham Railway) werden later ook ingeschakeld, alsmede een speciaal aangelegde haven in Richborough, Kent. Hier, alsmede in Calais en Duinkerken, werd voor het eerst gebruik gemaakt van spoorponten, waarmee een aanmerkelijke besparing in tijd en arbeid werd bereikt.
Rusland had Frankrijk toegezegd dat op de vijftiende dag na de aanvang van de mobilisatie 800.000 man gemobiliseerd en op hun bestemming zouden zijn. (Volgens het Schlieffenplan zou dit volstrekt onmogelijk zijn.) Rusland slaagde er vrijwel in deze toezegging na te komen: reeds op 17 augustus 1914 overschreden Russische troepen de grens bij Eydtkuhnen (thans Tsjernysjevskoje) en vond de Slag om Stallupönen (thans Nesterov) plaats.

#### Verder verloop
Aan het westelijk front beschikten de Duitsers over de hoofdlijn tussen Metz en Lille, en de geallieerden over de lijn van Nancy naar Amiens (via Parijs).
Voor vrijwel al het transport over langere afstanden bleven spoorwegen het enige middel van vervoer. In Schotland was de Highland Railway (tussen Perth en Thurso) essentieel voor de bevoorrading van de basis van de Royal Navy in Scapa Flow. Het zeer intensieve gebruik van spoorwegen leidde regelmatig tot grote ongevallen, die echter, in het geweld van de oorlog, minder aandacht kregen, voor zover berichtgeving al niet door de censuur werd tegengehouden. Te noemen is de Treinramp bij Quintinshill waarbij ruim 200 doden vielen, alsmede het ongeval bij Saint-Michel-de-Maurienne, waarbij de machinist van een verlofgangerstrein met onvoldoende remcapaciteit door een hoge officier gedwongen werd om toch te vertrekken op een sterk dalend traject.
De Eerste Wereldoorlog kenmerkte zich niet alleen door massale veldslagen met een onvoorstelbaar bloedvergieten, maar ook door een grootschalig gebruik van zware artillerie. De daarbij gebruikte granaten waren dusdanig zwaar dat aanvoer ervan slechts met behulp van spoorlijnen en aansluitende smalspoorlijnen mogelijk was; De route tussen Bar-le-Duc en Verdun is de geschiedenis ingegaan als de Voie Sacrée. Zie tevens "Militaire spoorlijnen" hieronder.

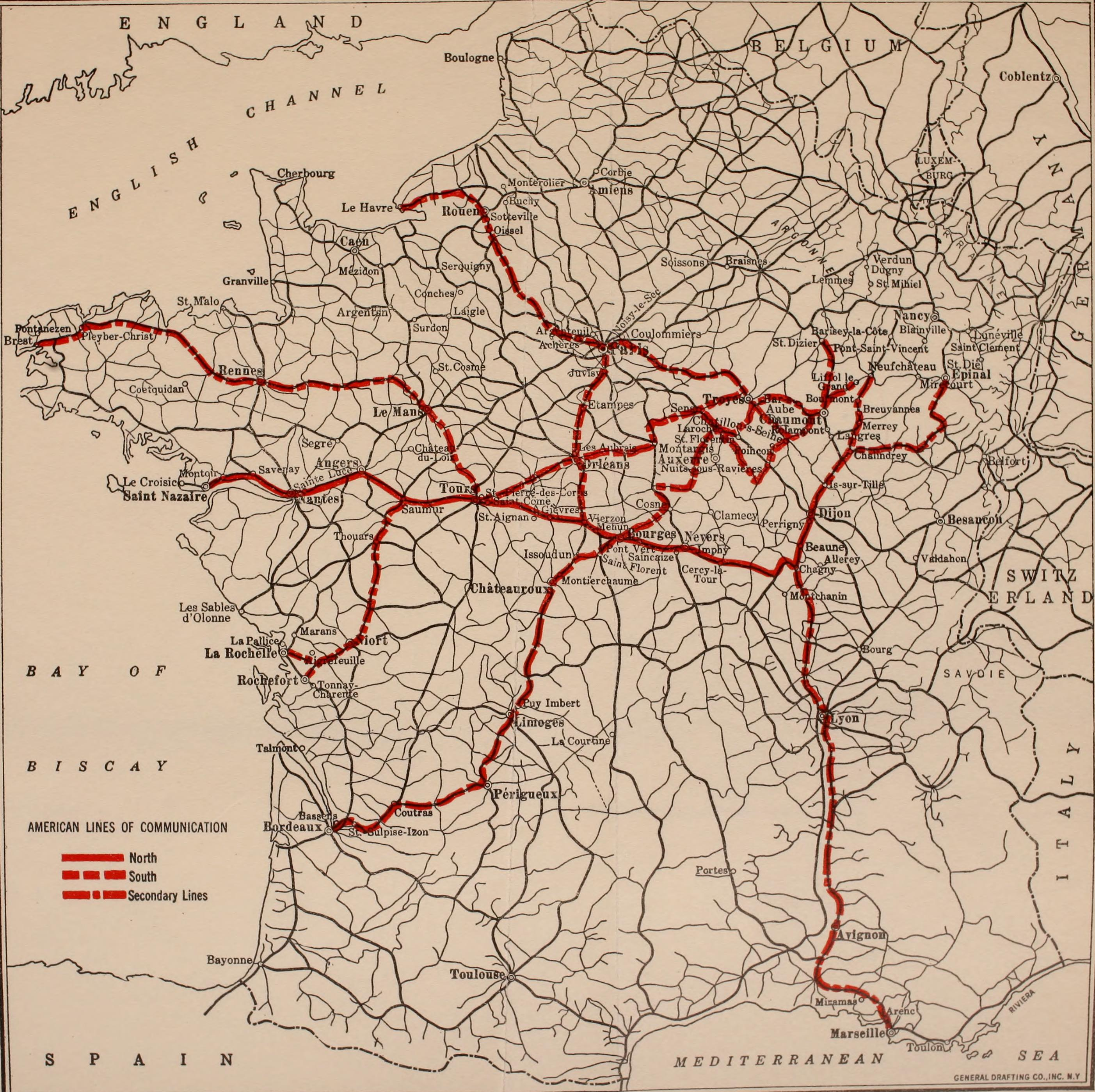
De belangrijkste door het Amerikaanse leger gebruikte spoorlijnen
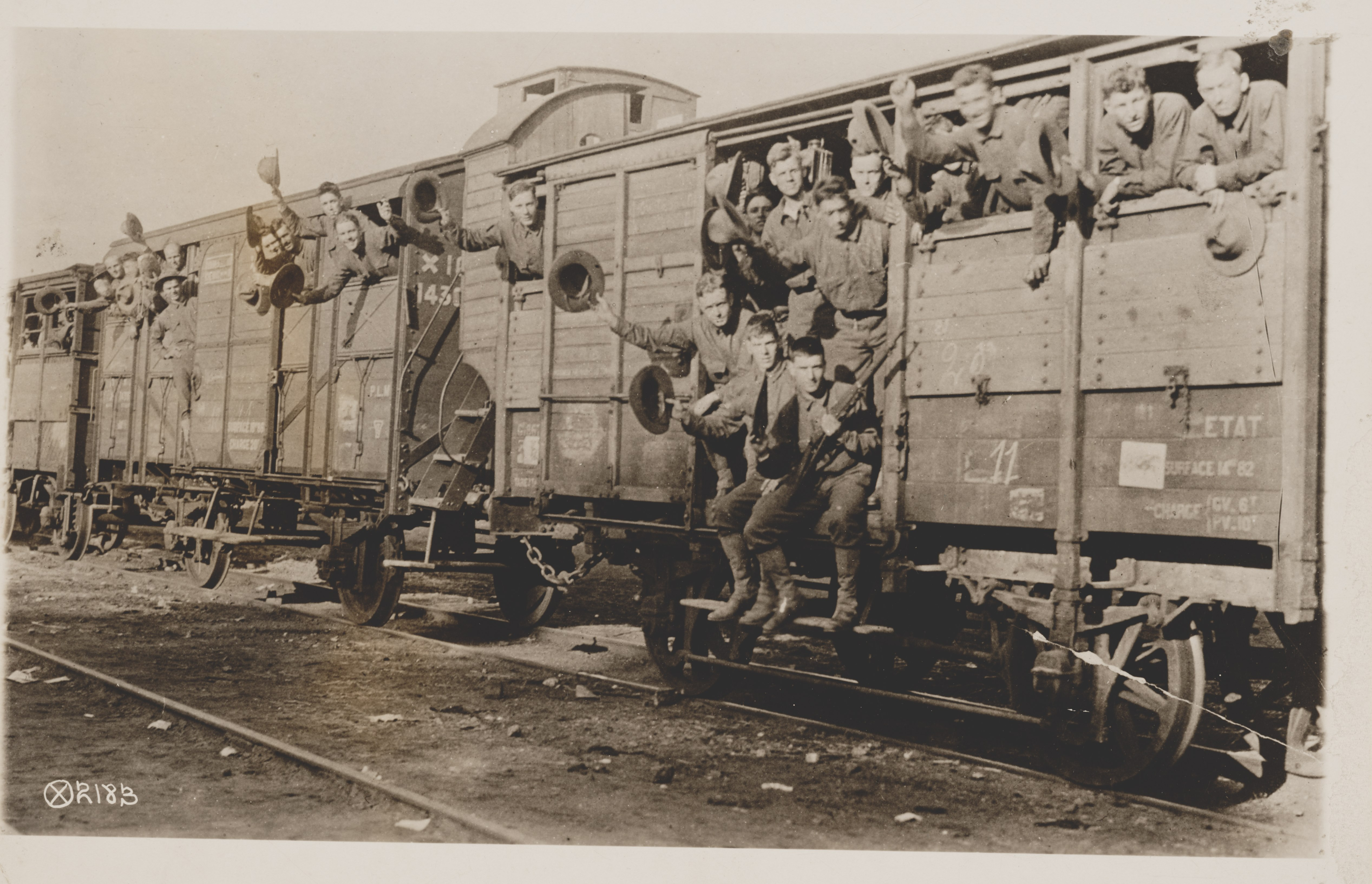
Amerikaanse soldaten

De komst van grote aantallen Amerikaanse troepen, vanaf mei 1917, stelde het Franse spoorwegnet voor nieuwe opgaven. De Franse havens aan de Kanaalkust hadden geen capaciteit over, zodat moest worden uitgeweken naar havens aan de Atlantische kust. Dit leidde tot aanzienlijk langere reizen naar het front (acht tot tien keer zo ver als Britse troepen naar het front reisden); de spoorlijnen rond Parijs waren reeds geheel in gebruik voor Franse troepen, zodat de aan het Amerikaanse leger toebedeelde sector van het front slechts bereikt kon worden met een aanzienlijke omweg. Het steeds groeiende aantal Amerikaanse troepen bracht een navenante groei van de hoeveelheid vervoerde goederen met zich mee: tot 921.000 ton in november 1918.

#### Wapenstilstand

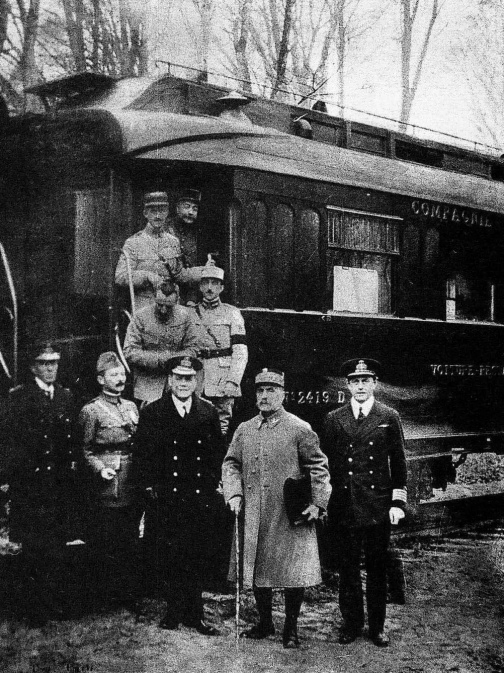
De geallieerde delegatie bij het rijtuig waarin de wapenstilstand werd ondertekend

De wapenstilstand die de oorlog voorlopig beëindigde (in afwachting van een vredesverdrag) werd ondertekend in een spoorwagon. Tot de voorwaarden die de geallieerden stelden voor een wapenstilstand behoorde de confiscatie van 5000 locomotieven, 150.000 treinwagons en 10.000 vrachtwagens.

### Rusland:revolutieenburgeroorlog

De route van Lenin

Een treinreis die een opmerkelijk grote invloed heeft gehad op de wereldgeschiedenis was de reis die Vladimir Lenin en een aantal aanhangers, met Duitse hulp, in april 1917 maakten van Zwitserland naar Rusland. De Duitsers beoogden dat Lenin zou bijdragen aan het destabiliseren van het Russische regime met als verhoopt resultaat een overwinning op het oostelijk front waarna de troepen op het westelijk front zouden kunnen worden ingezet; Lenin wilde de intussen uitgebroken revolutie overnemen.
Tijdens de Russische Burgeroorlog speelden spoorwegen een belangrijke rol: een andere vorm van vervoer over langere afstanden was er niet. De Trans-Siberische spoorlijn was gedurende enige tijd grotendeels in handen van het Tsjechisch Legioen, dat zich langs deze lijn terugtrok naar Vladivostok.

### Tweede Wereldoorlog

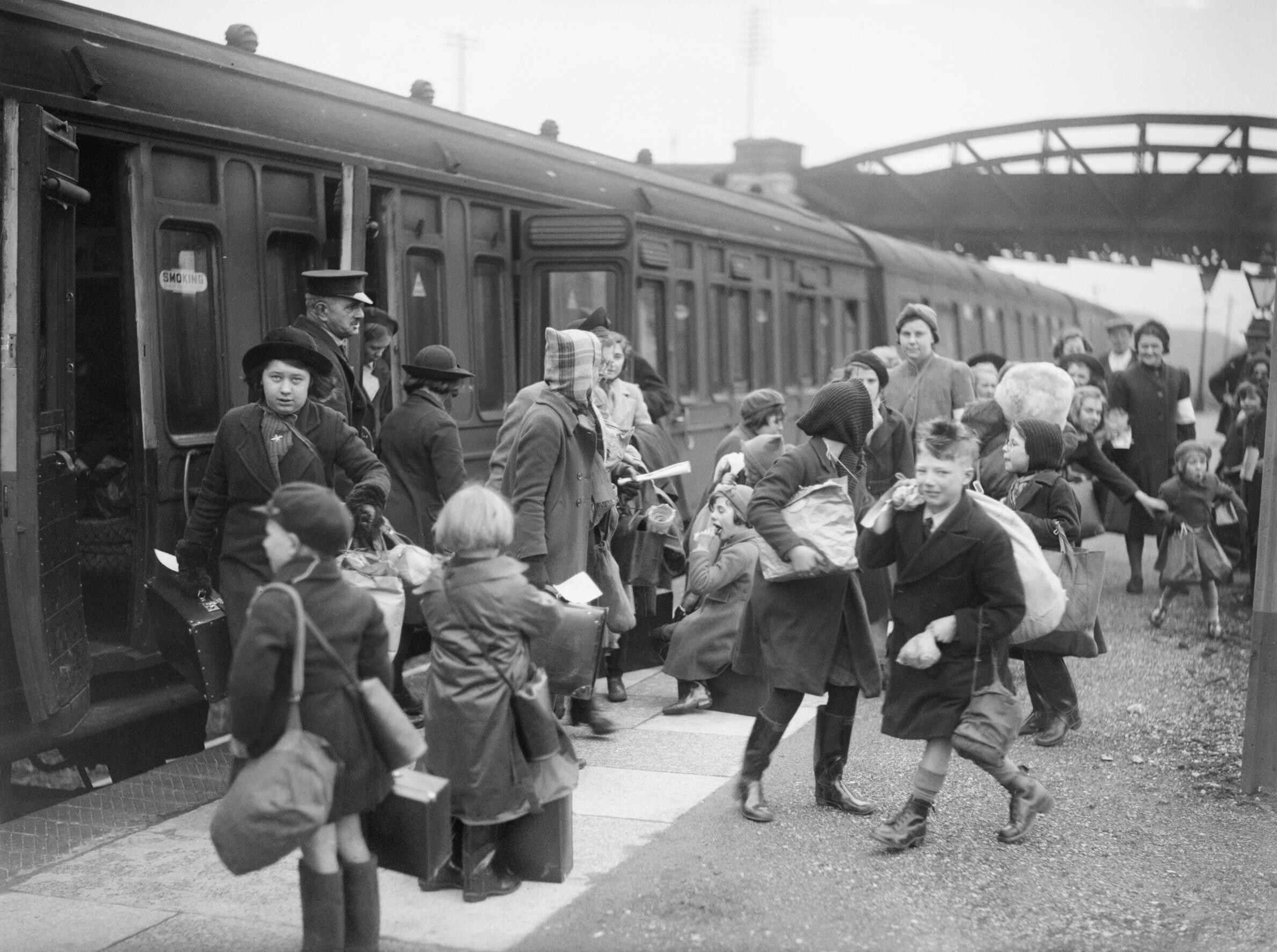
Aankomst van geëvacueerde kinderen in Brent, Devon, 1940
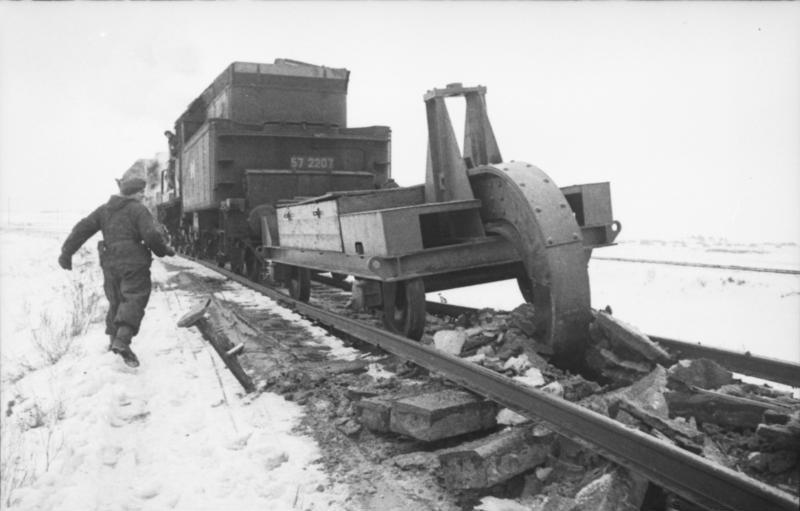
Schienenwolf

In de Tweede Wereldoorlog was de rol van spoorwegen (relatief) kleiner doordat de rol van gemotoriseerd vervoer (vrachtauto's en tanks) was toegenomen. (Overigens was het Duitse leger zeker niet geheel gemotoriseerd: door paarden getrokken wagens (zgn. Heeresfeldwagen) hoorden tot de standaarduitrusting.) Bij de Duitse voorbereiding op de oorlog waren spoorwegen onderbedeeld gebleven: het nazi-regime was geporteerd voor auto's en Autobahnen. Bij de inval in Nederland, België en Frankrijk in 1940 speelden spoorwegen daardoor een kleinere rol dan in de Eerste Wereldoorlog op dat front. De Duitse opmars gebeurde in Nederlands Noord-Limburg per spoorlijn toen de Maasbrug bij Gennep ongeschonden in Duitse handen was gevallen en een pantsertrein de Peel-Raamstelling kon doorbreken en zo de Nederlandse stellingen in de rug kon aanvallen. Bij de inval in Rusland in 1941 speelden spoorwegen wel een belangrijke rol bij de bevoorrading. Het verschil tussen het Duitse normaalspoor en het Russische breedspoor leidde wel tot de noodzaak om over grote afstanden de Russische spoorlijnen om te bouwen. Een bijkomend probleem voor de Duitsers was dat de Russische kolen van slechte kwaliteit waren, en dat de Duitse stoomlocomotieven te zwaar waren voor de Russische spoorwegen. Ook bleken Duitse locomotieven niet bestand tegen de extreem koude Russische winters. Het Duitse leger bleef voor zijn transport over langere afstanden echter in hoge mate op stoom aangewezen: kolen werden in Duitsland zelf gedolven, terwijl het voor benzine in belangrijke mate was aangewezen op het Roemeense Ploiești.
Naarmate de oorlog vorderde nam sabotage van spoorlijnen toe, vooral in Frankrijk, Polen en Rusland. Bij de aanloop naar de geallieerde invasie in Normandië werden op grote schaal spoorwegen in Frankrijk gebombardeerd. Bij hun terugtrekken gebruikten de Duitsers voor het vernielen van spoorlijnen de Schienenwolf: een zware haak, gemonteerd op een door een locomotief voortgetrokken wagon, die de dwarsliggers achter zich kapot trok (een soort haakploeg).
Vermeldenswaard is de rol van de Britse spoorwegen bij de evacuatie van circa 1,3 miljoen kinderen uit grote steden; dit begon direct na het uitbreken van de oorlog.

### Deportaties

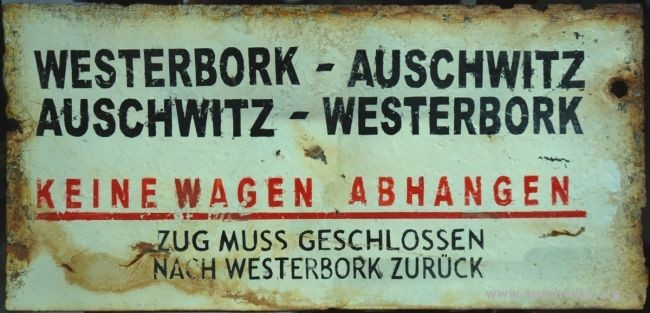
Treinbord Westerbork-Auschwitz
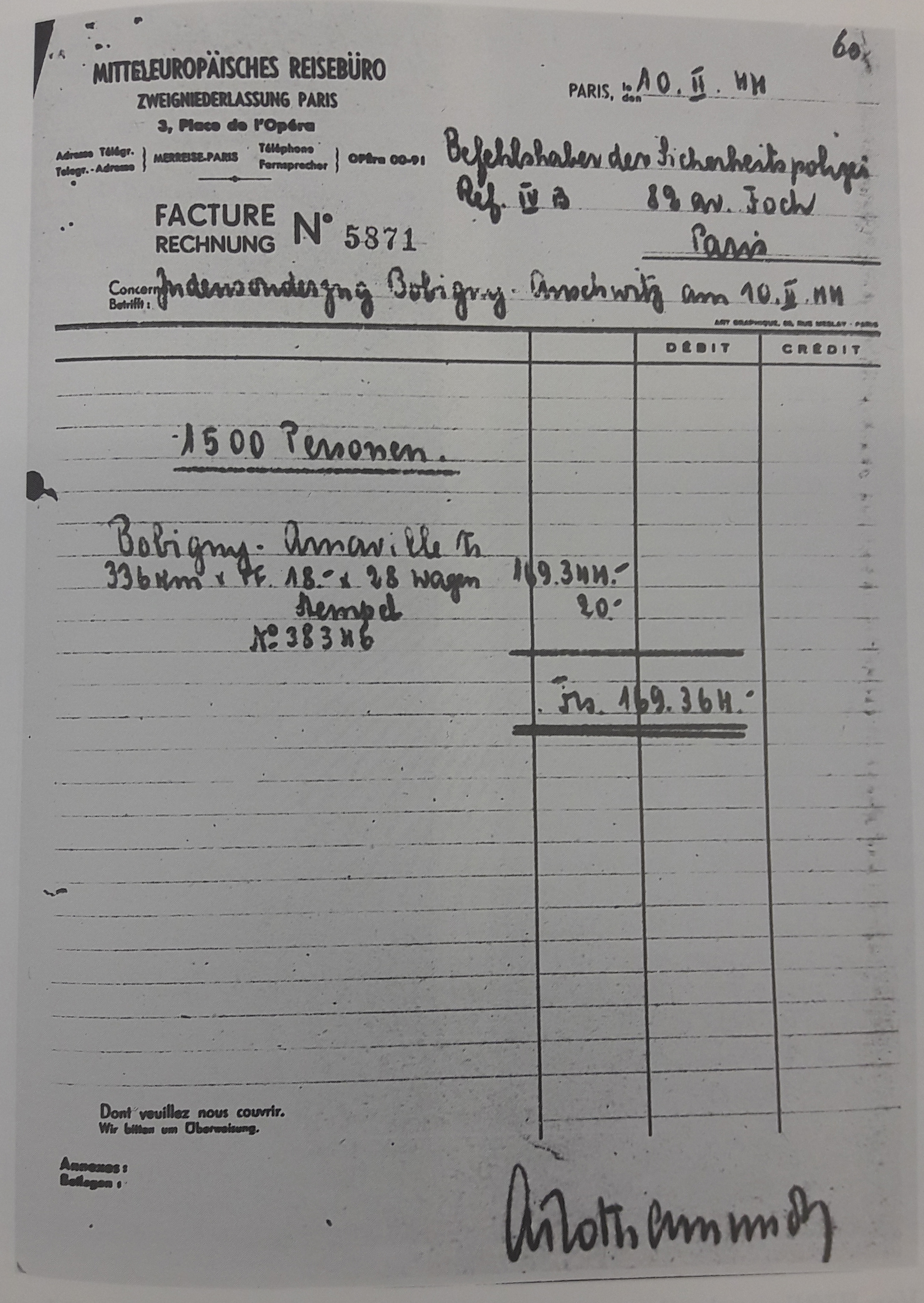
Factuur voor het vervoer op het Franse traject van een Judensonderzug Bobigny-Auschwitz, 10 februari 1944
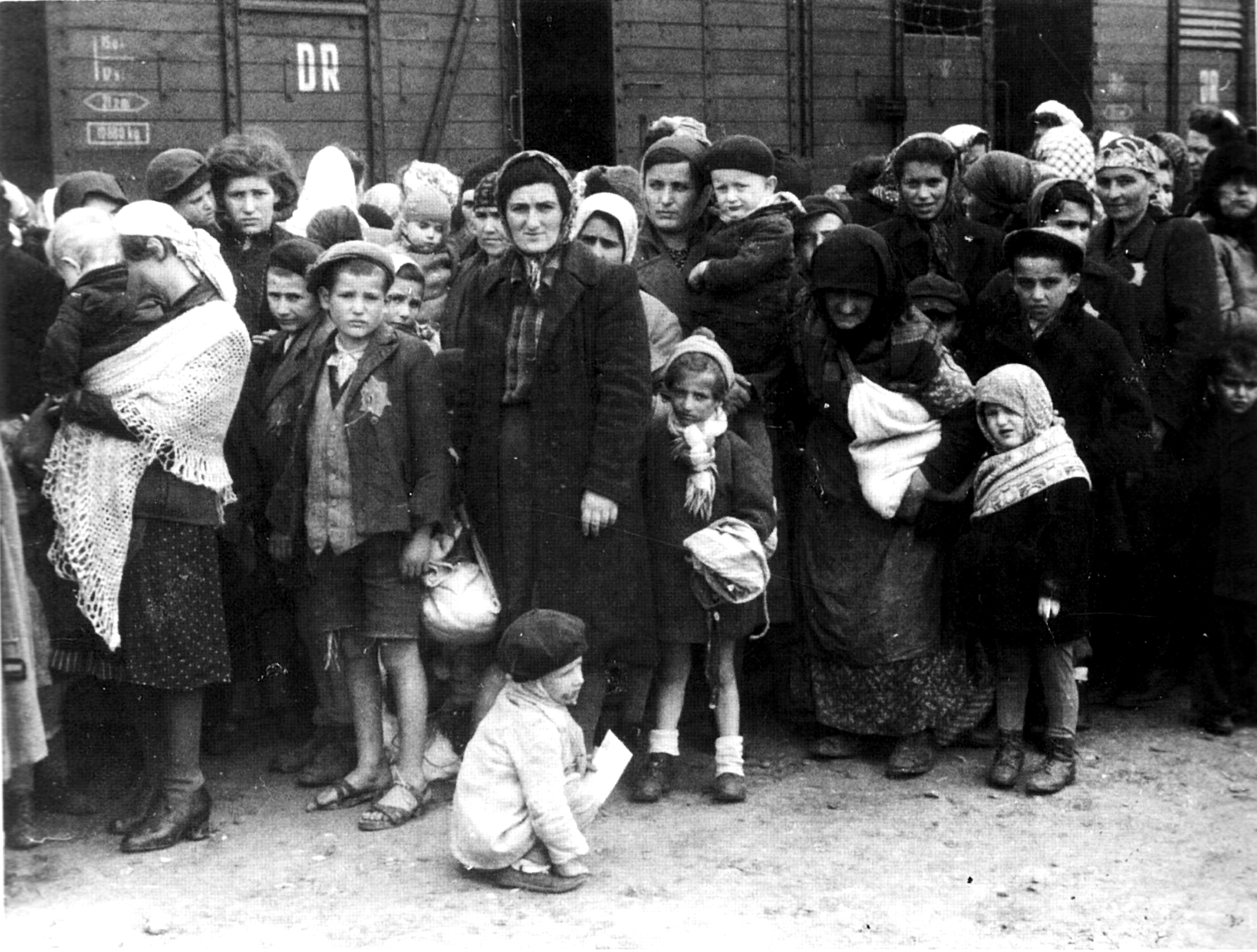
Aankomst van Hongaarse Joden in Auschwitz, mei 1944; de meesten van hen zouden direct na "selectie" vermoord worden

Een triest dieptepunt in de geschiedenis van de spoorwegen is hun rol bij deportaties, met name in de Tweede Wereldoorlog, maar ook bij andere conflicten. Spoorwegen, in Duitsland en in alle bezette gebieden, vervoerden miljoenen Joden, Roma, krijgsgevangenen, homoseksuelen, (geestelijk) gehandicapten en anderen naar concentratie- en vernietigingskampen. In Nederland werden ruim 102.000 Joden en 245 Roma vanuit Kamp Westerbork per trein naar concentratie- en vernietigingskampen in Duitsland, Polen en Tsjechië gedeporteerd.
De slachtoffers werden deels vervoerd in goederenwagons, verstoken van voedsel en zelfs water. De reis duurde vaak vele dagen; onderweg werden doden uitgeladen. Zie onder meer de lijst van Jodentransporten vanuit Nederland.
Enkele spoorwegen, waaronder de Birma-Siam-spoorweg, worden dodenspoorweg genoemd: een groot aantal krijgsgevangenen en burgers werden door de Japanners gedwongen deze aan te leggen. Een groot aantal van hen overleed aan hun ontberingen.

### Huidig militair gebruik van spoorwegen

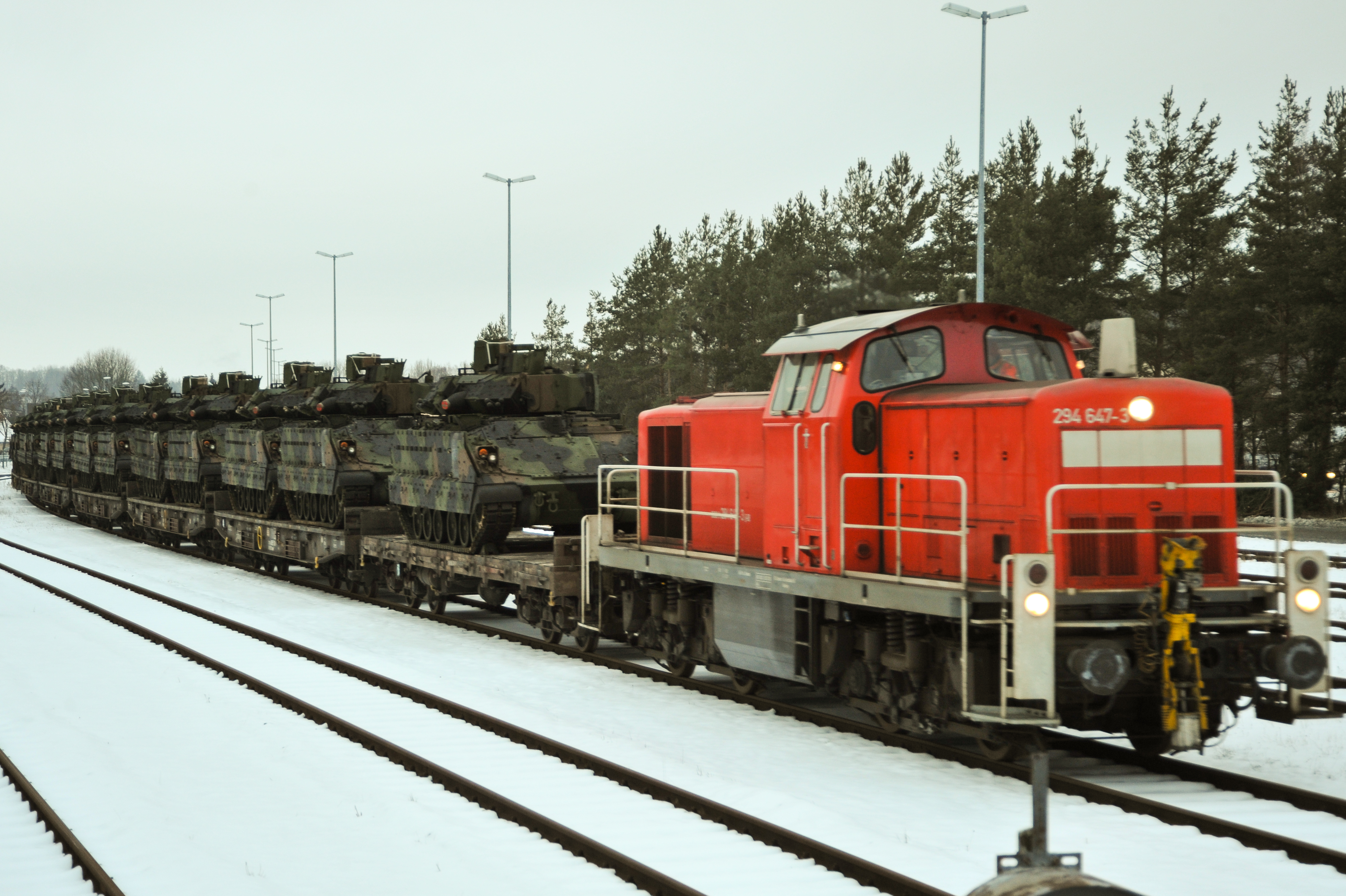
Vervoer van militair materieel per trein, 2014

Ook in de 21e eeuw is een rol weggelegd voor spoorwegen bij het transport van militair materieel. Bij grootschalige oefeningen wordt regelmatig gebruik gemaakt van spoorwegen voor het vervoer van zwaar materieel zoals tanks en pantservoertuigen.

## "Conclusie"
Uit het bovenstaande overzicht kunnen enkele "grote lijnen worden getrokken".
- Tot de komst van spoorwegen was de bevoorrading van legers steeds de "flessenhals" die zowel de omvang van legers beperkte, als de afstanden van hun thuisbasis waar legers konden opereren. Reeds op relatief korte afstand van hun vertrekpunt waren legers aangewezen op wat er in hun onmiddellijke omgeving aan voedsel te verkrijgen was, goedschiks of (meestal) kwaadschiks. Dit leidde ertoe dat legers zich, nadat dat gebied was "leeggegeten", weer moesten verplaatsen. Het beperkte ook de duur van campagnes. Zodra een veldtocht tot stilstand kwam, dreigde onmiddellijk een tekort aan voedsel (en uitrusting).
- Spoorwegen konden, indien optimaal gebruikt, het probleem van aanvoer van voedsel en materieel op een efficiënte manier oplossen. Grote aantallen manschappen konden in korte tijd over grote afstanden worden verplaatst, evenals grote hoeveelheden geschut en munitie. Dit leidde ertoe dat de omvang van legers toenam: aan de bloedige veldslagen in de Eerste Wereldoorlog namen honderdduizenden soldaten deel.
- De aard van oorlogen veranderde: naast de klassieke "bewegingsoorlog" ontstond de statische oorlog. In de Eerste Wereldoorlog kwamen beide vormen voor: de bewegingsoorlog aan het Oostfront, en de statische oorlogen in de loopgraven van het Westfront.[80]
- De duur van oorlogen kon veranderen door het gebruik van spoorwegen: zolang de bevoorradingslijnen in stand bleven, konden legers voorzien worden van (in theorie) onbeperkte hoeveelheden munitie en ravitaillering. De Eerste Wereldoorlog eindigde niet doordat de gevechten feitelijk onmogelijk werden (zie de Duitse offensieven van maart t/m juni 1918) maar door de Novemberrevolutie. Tot het laatste moment bleven de gevechtshandelingen voortduren.[81]

## Thema's

### Spoorwijdtes: een nuttig defensief instrument
Het bouwen van spoorwegen met een spoorwijdte die afwijkt van naburige landen bleek in diverse conflicten nuttig te zijn als verdedigingsinstrument: de vijand kon het eigen materieel niet gebruiken, en was na een inval (in eerste instantie) aangewezen op achtergelaten rollend materieel. Voor een verder oprukken diende ofwel eerst het bestaande spoorwegnet "omgespoord" te worden, of dienden vervangende spoorlijnen (vaak smalspoor) te worden aangelegd. Rusland (1520 mm) en Spanje (1668 mm) maakten hiervan gebruik. Uiteraard had dit verschil in spoorwijdtes in vredestijd het nadeel van reizigers bij de aansluiting op een ander spoorwegnet (meestal samenvallend met de rijksgrens) dienden over te stappen en dat goederen moesten worden overgeladen. (In hoeverre dit bezwaarlijk werd gevonden hing mede af van de mate waarin een regime prijs stelde op buitenlandse, mogelijk revolutionaire invloeden.)

### Strategische spoorlijnen

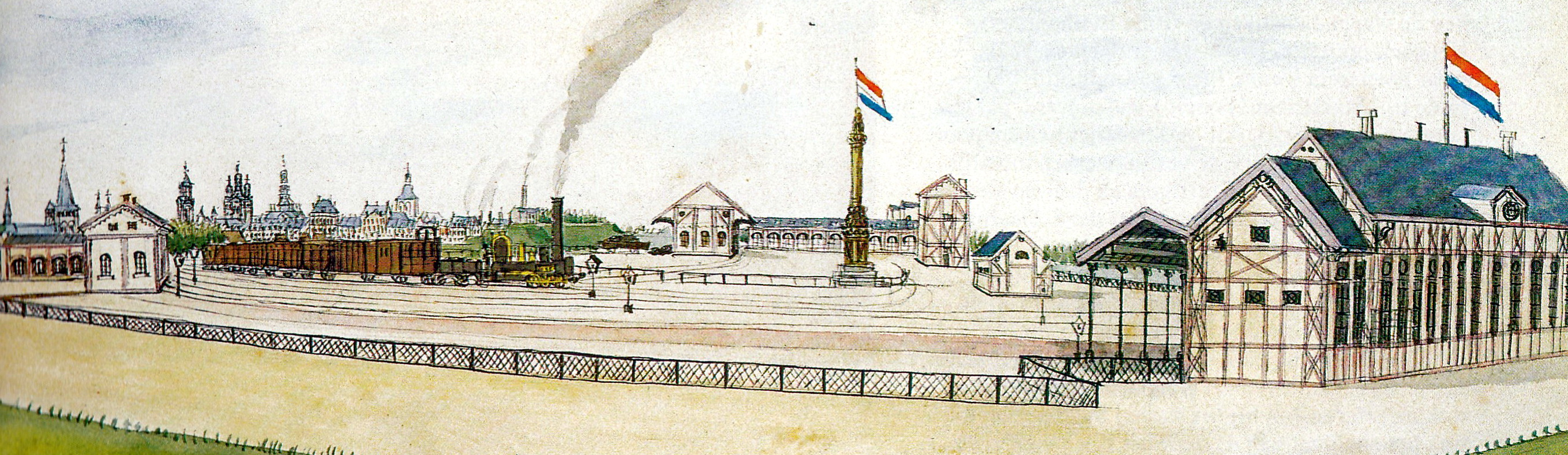
Station Maastricht, 1854
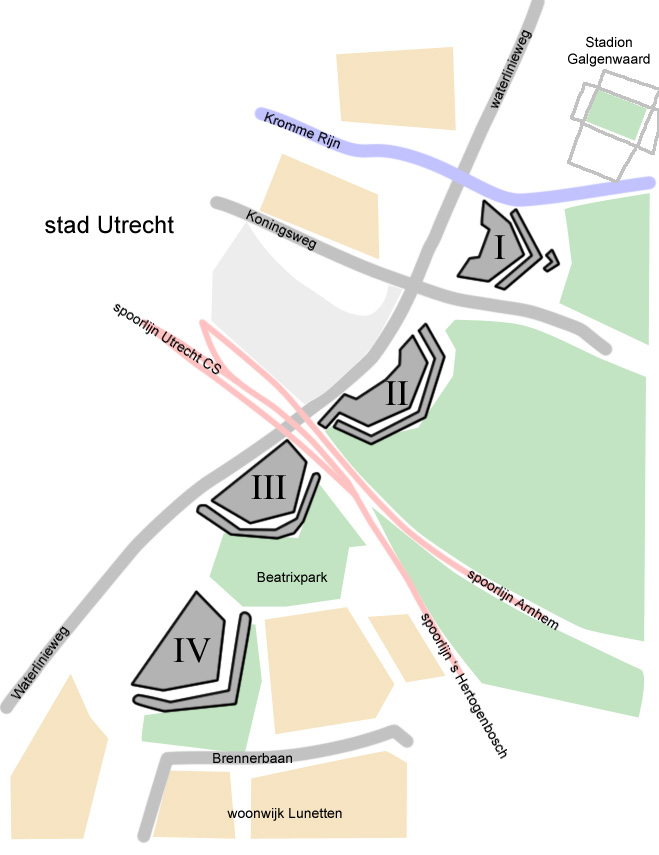
Ligging van de spoorlijnen bij station Utrecht Lunetten
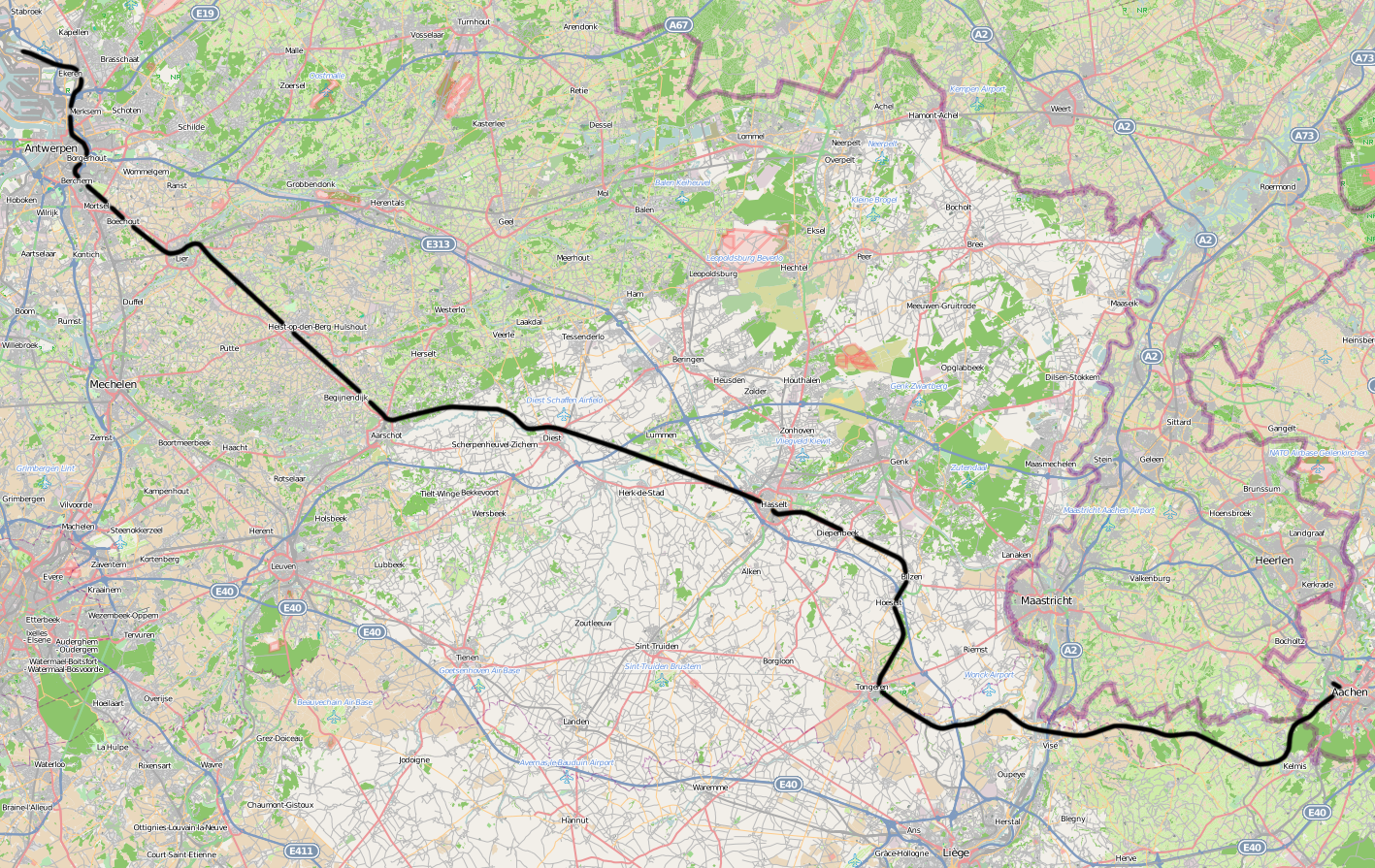
Kaart van de Montzenroute
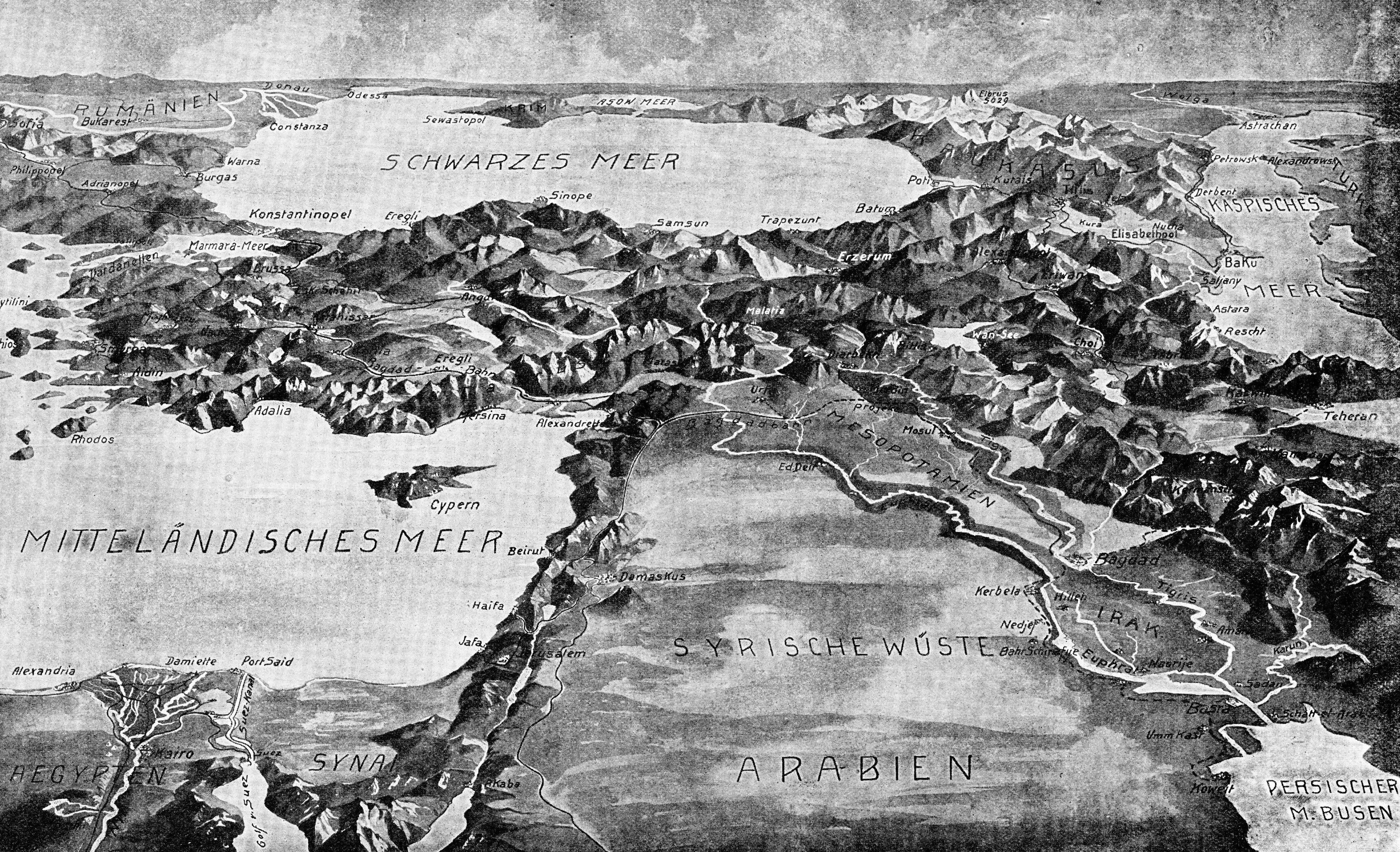
Voorstelling van de Bagdadspoorweg, 1915
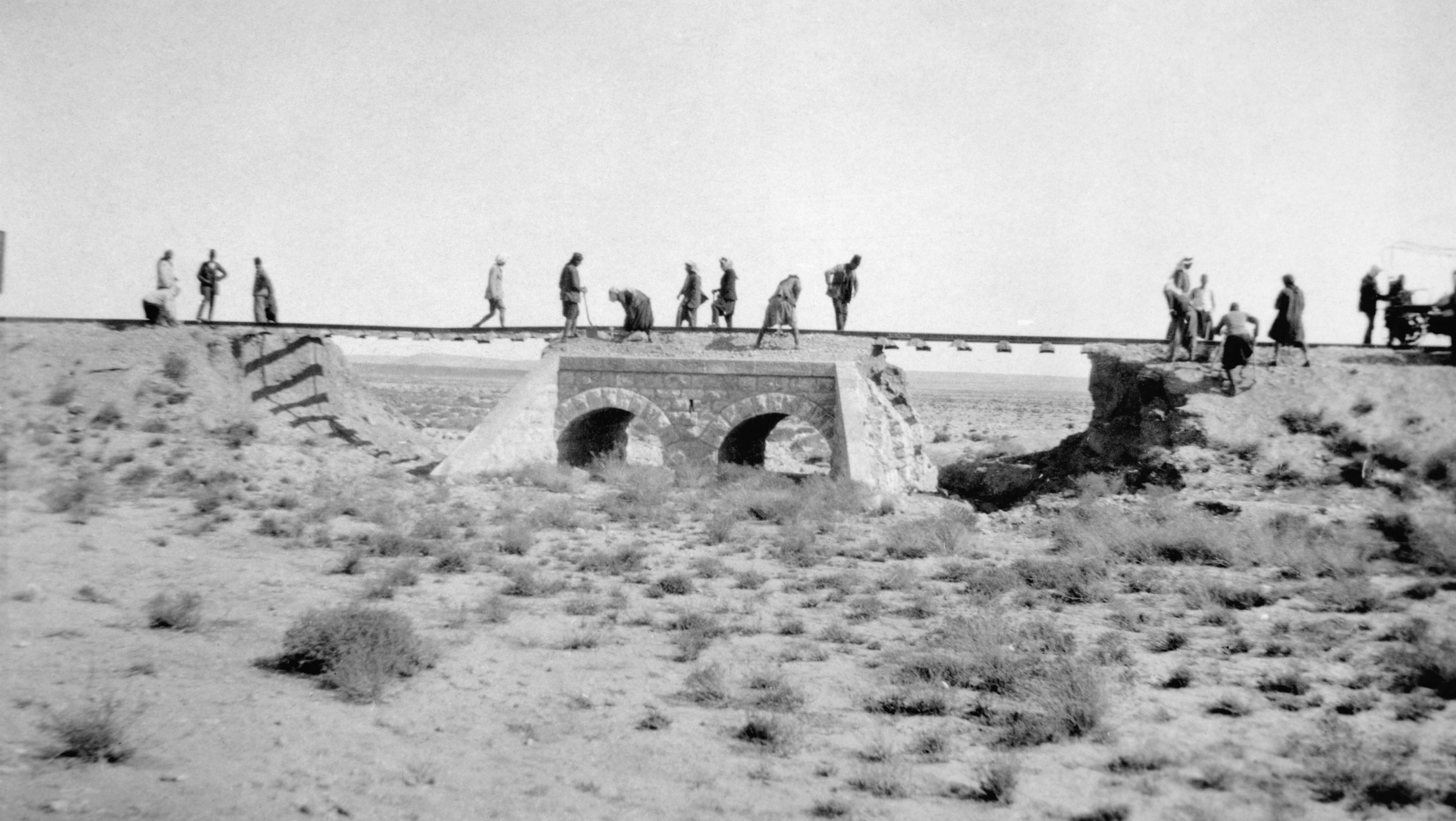
Herstel van een brug van de Hidjazspoorweg na een aanval van guerrilla's van T.E. Lawrence

Elke spoorlijn die voor militaire doeleinden bruikbaar is heeft een strategische waarde. De enkele ligging ervan kan invloed hebben op oorlogshandelingen. Om deze reden hebben defensie-autoriteiten altijd (in verschillende mate) zeggenschap gehad in de aanleg van spoorwegen. Hierbij werd bijvoorbeeld rekening gehouden met de aanwezigheid van vestingwerken. Het eerste station van Maastricht, buiten de vesting gelegen, werd in hout opgetrokken, zodat het in tijden van oorlog snel vernield kon worden. Ook het eerste station Utrecht Lunetten was van hout, en gelegen binnen de Lunetten op de Houtense Vlakte. In spoorbruggen werden mijnkamers gebouwd, waarin explosieven konden worden geplaatst om in geval van oorlog de brug snel en grondig te vernielen. Spoorlijnen parallel aan rivieren werden bij voorkeur aangelegd op de oever tegenover de vermoedelijke vijand.
Onder strategische spoorlijnen worden echter verstaan spoorlijnen waarvan het belang niet primair door commerciële overwegingen wordt bepaald, maar om voorbereiding op en uitvoering van een oorlog, offensief of defensief, te bevorderen. Hierbij speelt dat het vervoer bij een mobilisatie of gedurende een daarop volgende oorlog sterk zal stijgen (vooral gedurende een mobilisatie) maar ook sterk zal afwijken van het normale vervoer. Een bestaande normale spoorlijn kan een (sterker) strategisch karakter krijgen door een uitbreiding van enkel naar dubbel spoor en door de uitbreiding van perronlengte en andere laad- en losmogelijkheden.
In Frankrijk speelde het probleem dat de normale spoorlijnen vooral bestonden uit verbindingen tussen Parijs en andere grote steden en minder uit verbindingen tussen die steden onderling: al het verkeer tussen het zuiden en westen van Frankrijk en tussen het noorden en oosten liep via Parijs. Hiervoor was alleen de Petite Ceinture (voltooid in 1869) beschikbaar. Dit werd, vanaf 1875, aangevuld met de Grande ceinture van Parijs, en andere spoorlijnen die Parijs "omzeilden". De spoorlijnen naar de Frans-Duitse grens werden sterk uitgebreid (van 3 lijnen in 1870 tot 10 in 1899, veelal dubbelsporig).
In Duitsland werd, in de aanloop naar de Eerste Wereldoorlog, een groot aantal spoorlijnen aangelegd om over een breed front grensoverschrijdende verbindingen te hebben voor een aanval op enerzijds Frankrijk en België (en mogelijk ook Nederland) en anderzijds Rusland. Voorts kan in dit verband de Montzenroute genoemd worden, door Duitsland tijdens de Eerste Wereldoorlog aangelegd om het vervoer van militair materieel en manschappen buiten Nederlands grondgebied om mogelijk te maken.
In het Verenigd Koninkrijk was minder behoefte aan strategische spoorlijnen: door de concurrentie van (toen private) spoorwegondernemingen was er al sprake van een dicht netwerk van spoorlijnen. Stremmingen op een lijn leidden daarmee tot relatief weinig verstoringen: er kon uitgeweken worden via andere lijnen.
Een breder gebruik van strategische spoorlijnen bestond uit het bevorderen van de aanleg ervan in landen buiten Europa, teneinde daarmee de invloedssfeer van het eigen land te vergroten. Als voorbeeld kan genoemd worden de Duitse betrokkenheid bij de aanleg van de Bagdadspoorweg en de Hidjazspoorweg. Het strategische belang van de laatste lijn kwam tot uiting tijdens de Arabische opstand (1916–1918), toen guerrilla's onder leiding van T.E. Lawrence sabotage-acties uitvoerden.
Tot slot kan vermeld worden dat spoorwegen in tijden van oorlog of oorlogsdreiging door de overheid worden gevorderd of op andere wijze onder beheer worden gesteld, voor de duur van die maatregel ook als "strategische spoorweg" kunnen worden gebruikt. De juridische vormgeving kan (en kon) verschillen, en kon zo ver gaan dat van nationalisering sprake was. Wat er vervoerd wordt, wordt dan niet meer door de betrokken spoorwegmaatschappij bepaald. (In samenhang hiermee kon ook de productie van locomotieven en ander rollend materieel door de overheid bepaald worden.)
Bij oorlogsdreiging dienen uiteraard voldoende locomotieven en ander materieel beschikbaar te zijn. In een aantal landen wordt (c.q. werd) hiervoor een strategische reserve aangehouden. Dit was in Zweden het geval met stoomlocomotieven van het type E en E2: stoomlocomotieven zouden nog bruikbaar zijn wanneer elektriciteit zou uitvallen of de toevoer van olie verstoord zou worden. In 1998 werd een locomotief van het type E2, nummer E2 1040, verkocht aan de Zuid-Limburgse Stoomtrein Maatschappij.

### Militaire spoorlijnen

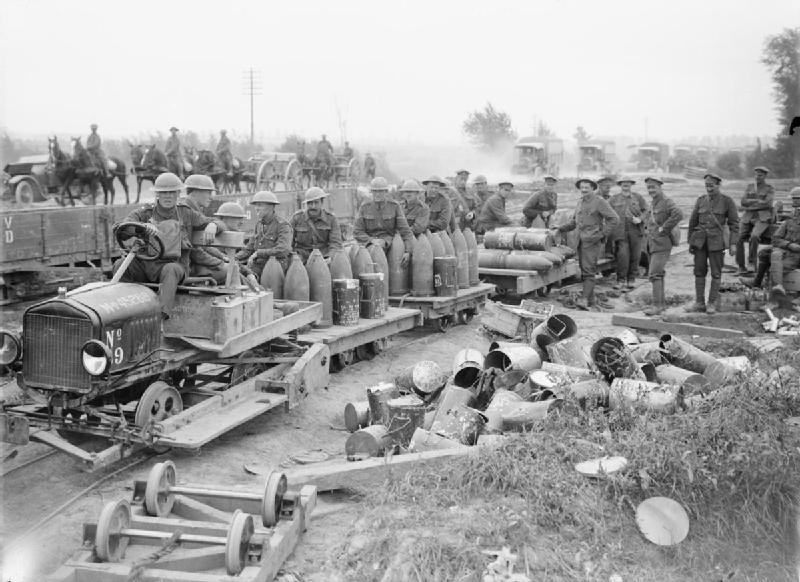
Munitievervoer door het Britse leger tijdens de Slag bij Langemarck, 1917
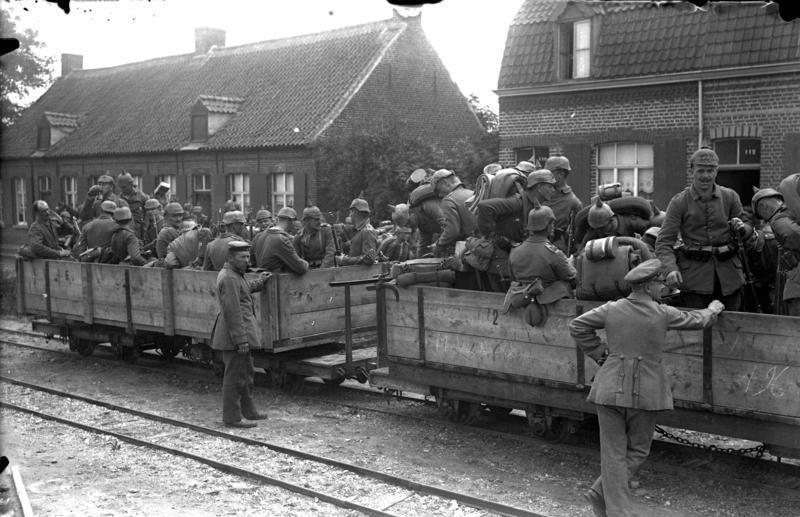
Duitse troepen op weg naar het front
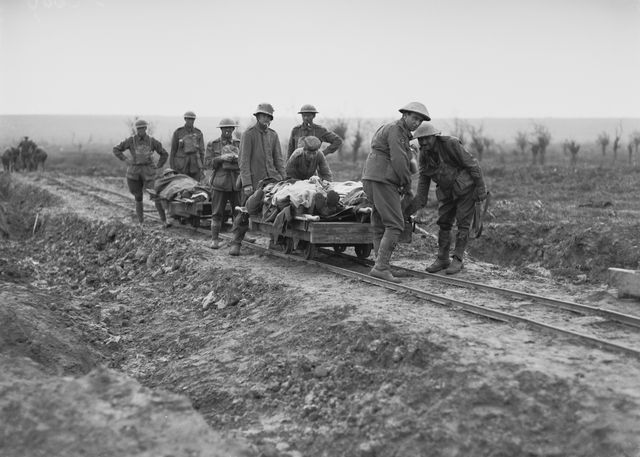
Vervoer van gewonde militairen per smalspoor, Broodseinde, oktober 1917
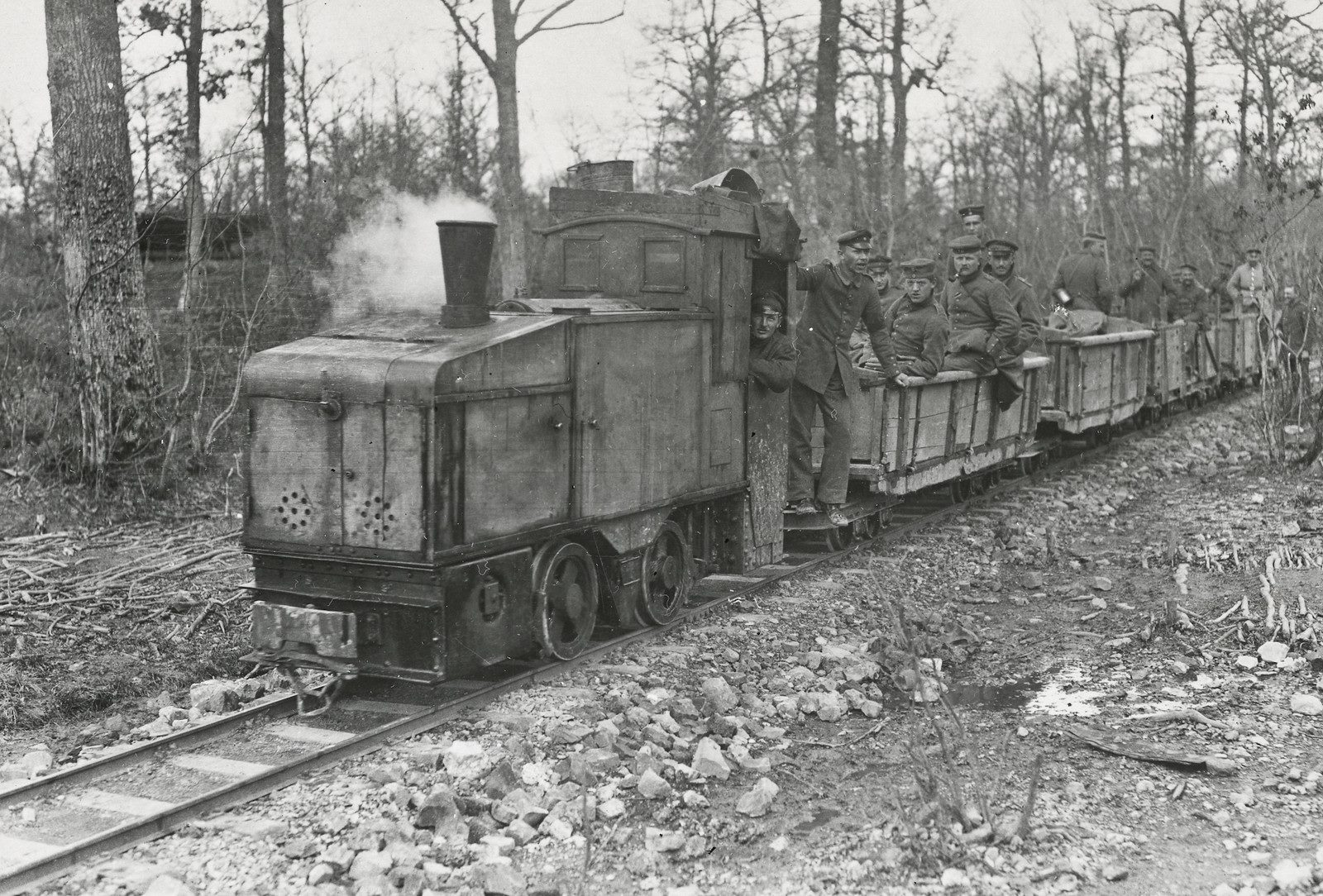
Duitse troepen in een smalspoortrein, voorjaar 1917

Te onderscheiden van strategische spoorlijnen zijn militaire spoorlijnen: spoorlijnen die tijdens een oorlog zijn aangelegd voor een verbinding tussen het (op dat moment bestaande) eindpunt van reeds bestaande spoorlijnen en het front. Hiervoor werd meestal smalspoor gebruikt. Het Franse bedrijf Decauville was een bekende leverancier in de tijd rond de Eerste Wereldoorlog. Decauville leverde zowel locomotieven als rails, in standaardlengten en met bogen in verschillende maten. Behalve stoomlocomotieven (waarvan de locatie door hun rook zichtbaar was) werd geëxperimenteerd met benzine-locomotieven.

### Oorlogslocomotieven

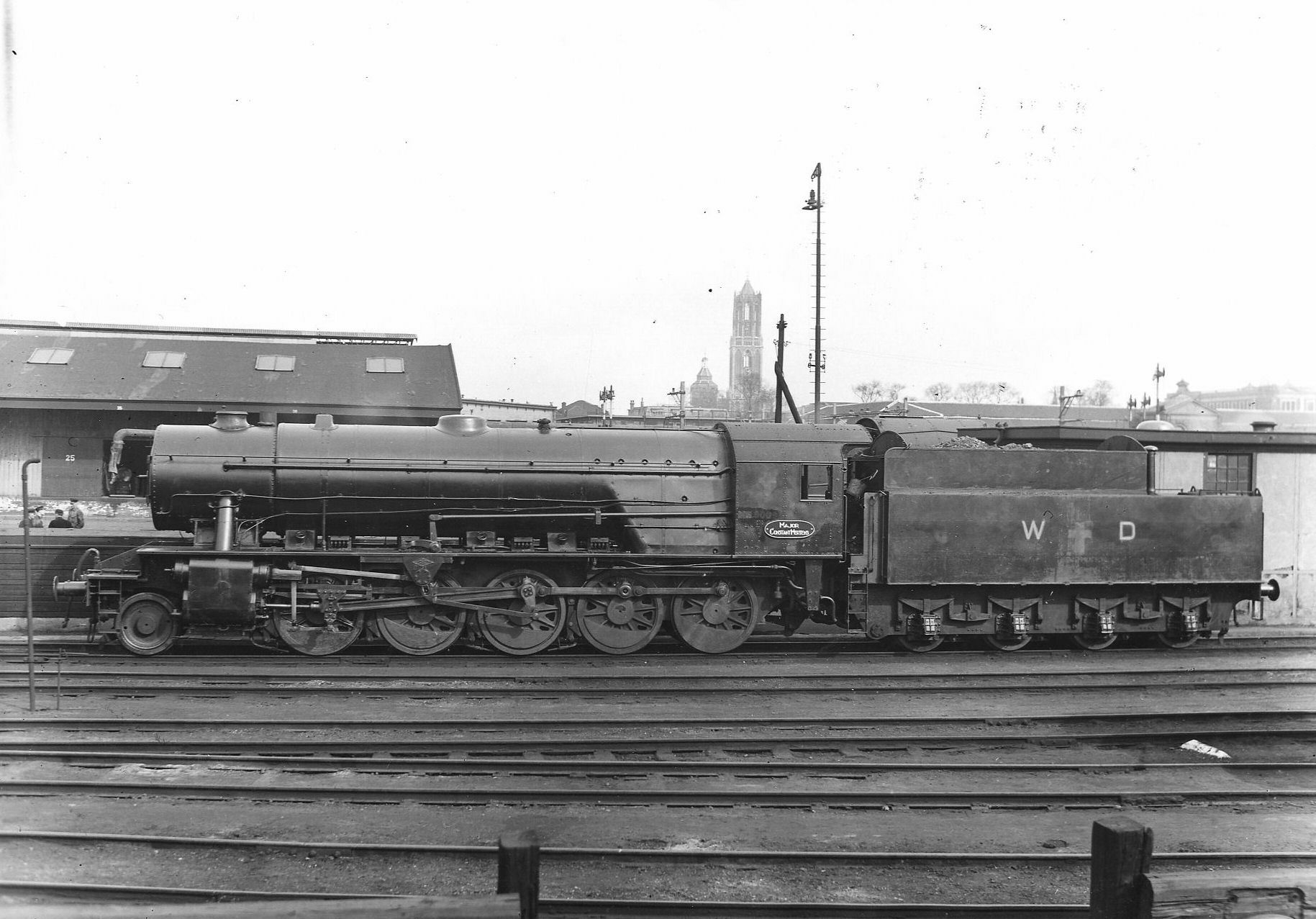
NS serie 5000, nog in de War Department-beschildering
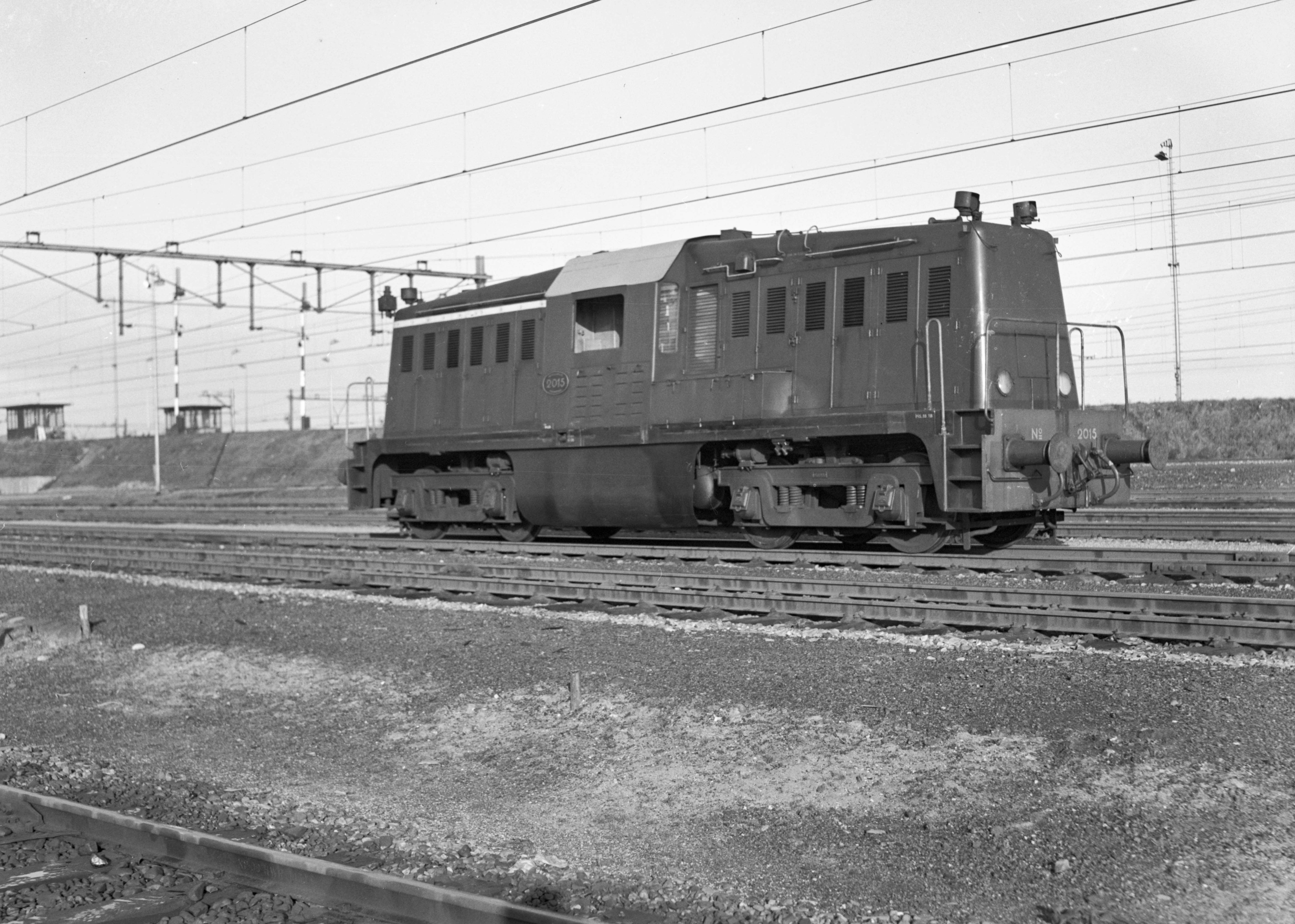
NS serie 2000
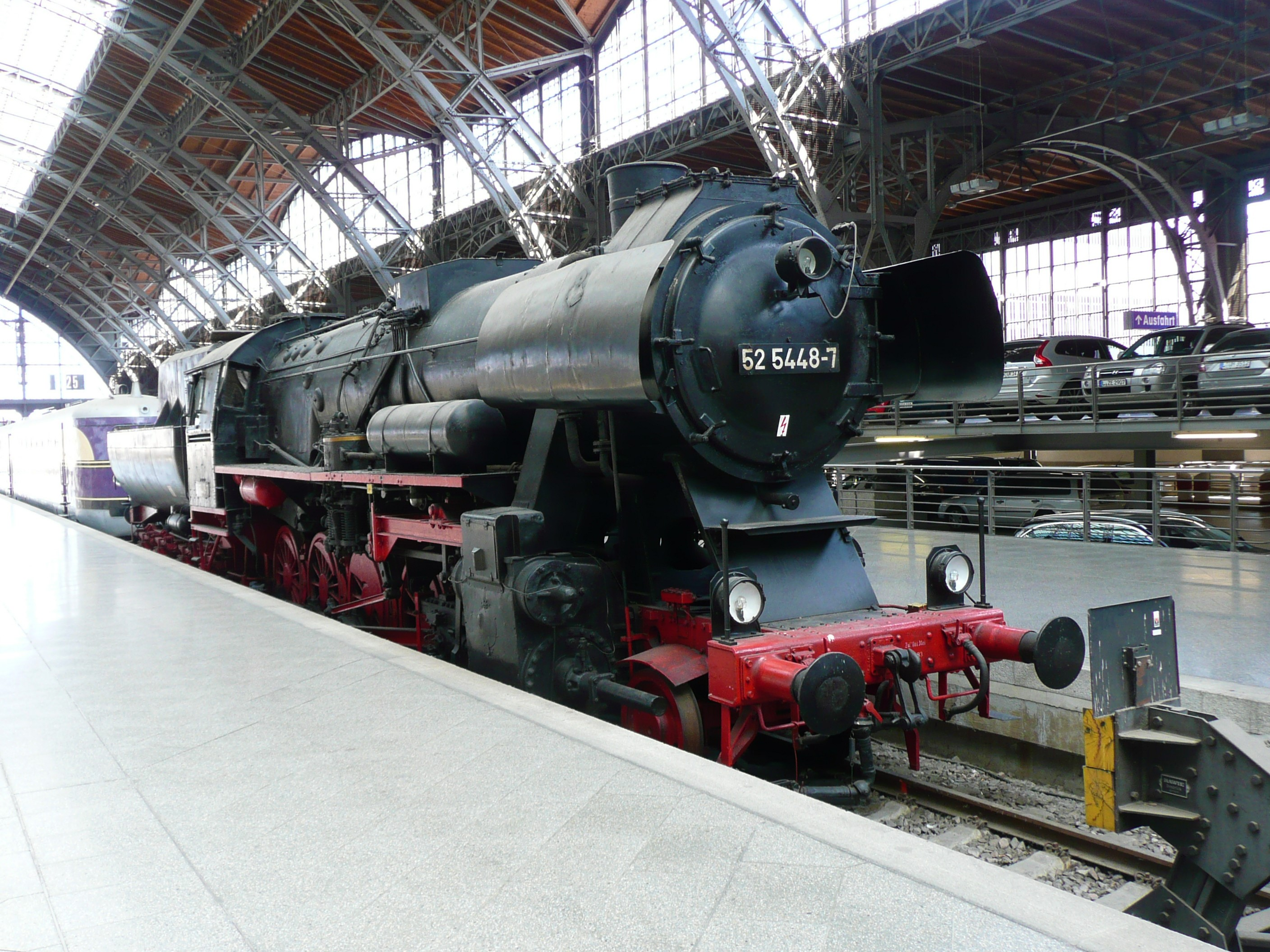
Baureihe 52 in station Leipzig Hbf

In de Tweede Wereldoorlog werden door zowel Duitsland als de Geallieerden in grote aantallen vereenvoudigde, gestandaardiseerde locomotieven gebouwd. Aan Britse zijde kan de Austerity-locomotief genoemd worden, waarvan ruim 1000 exemplaren werden gebouwd. Na de oorlog kwamen circa 100 stuks bij de NS in dienst als serie NS 5000. Aan Duitse zijde werden circa 7000 exemplaren gebouwd van de Baureihe 52. Ook diesellocomotieven werden in grote aantallen gebouwd voor gebruik in de Tweede Wereldoorlog; 18 stuks kwamen na de oorlog bij NS in dienst als serie 600, later serie 2000.

### Pantsertreinen

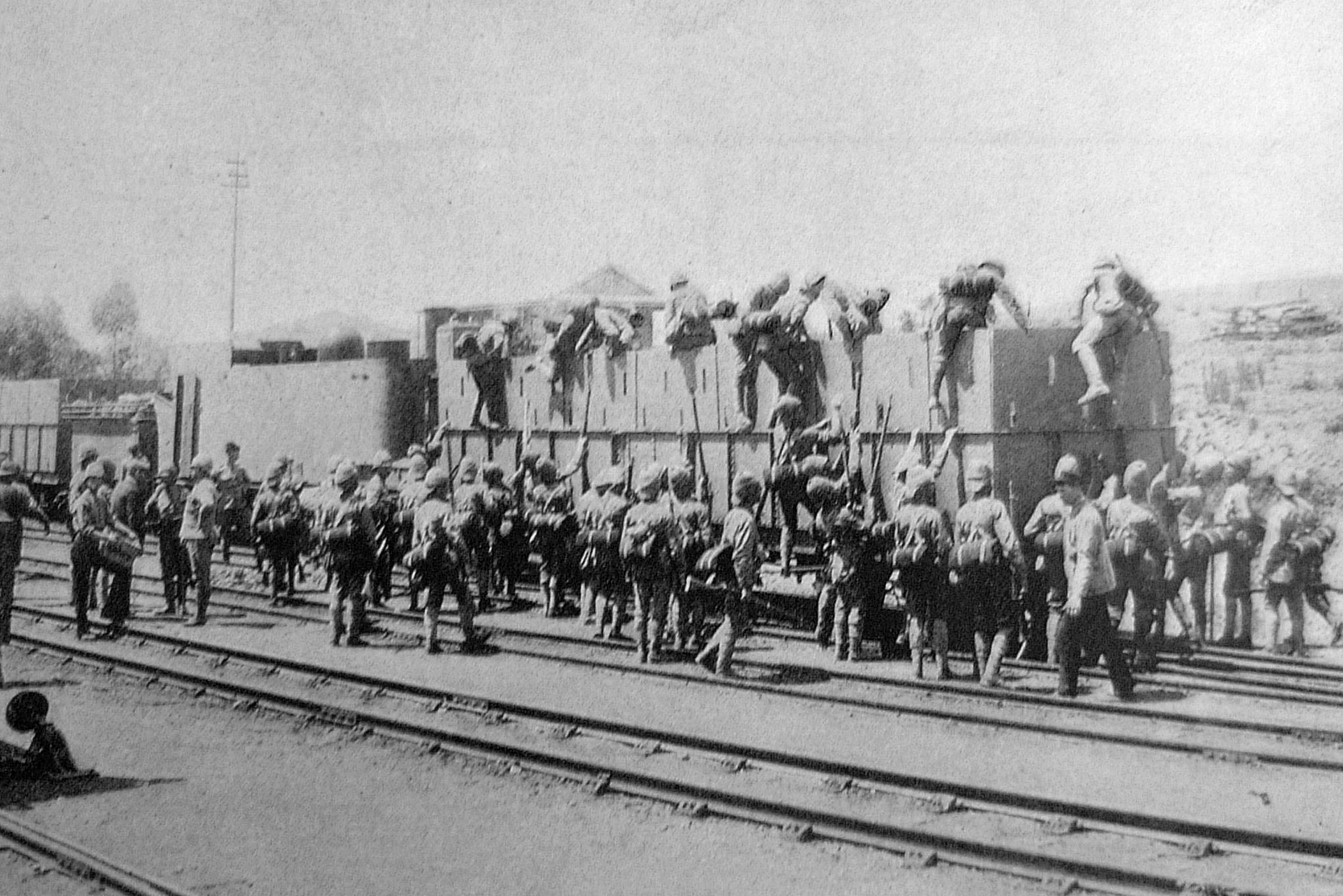
Gepantserde trein in de Boerenoorlog
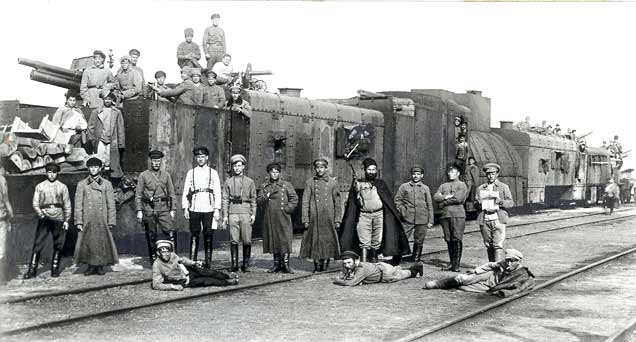
Pantsertrein in de Russische Burgeroorlog
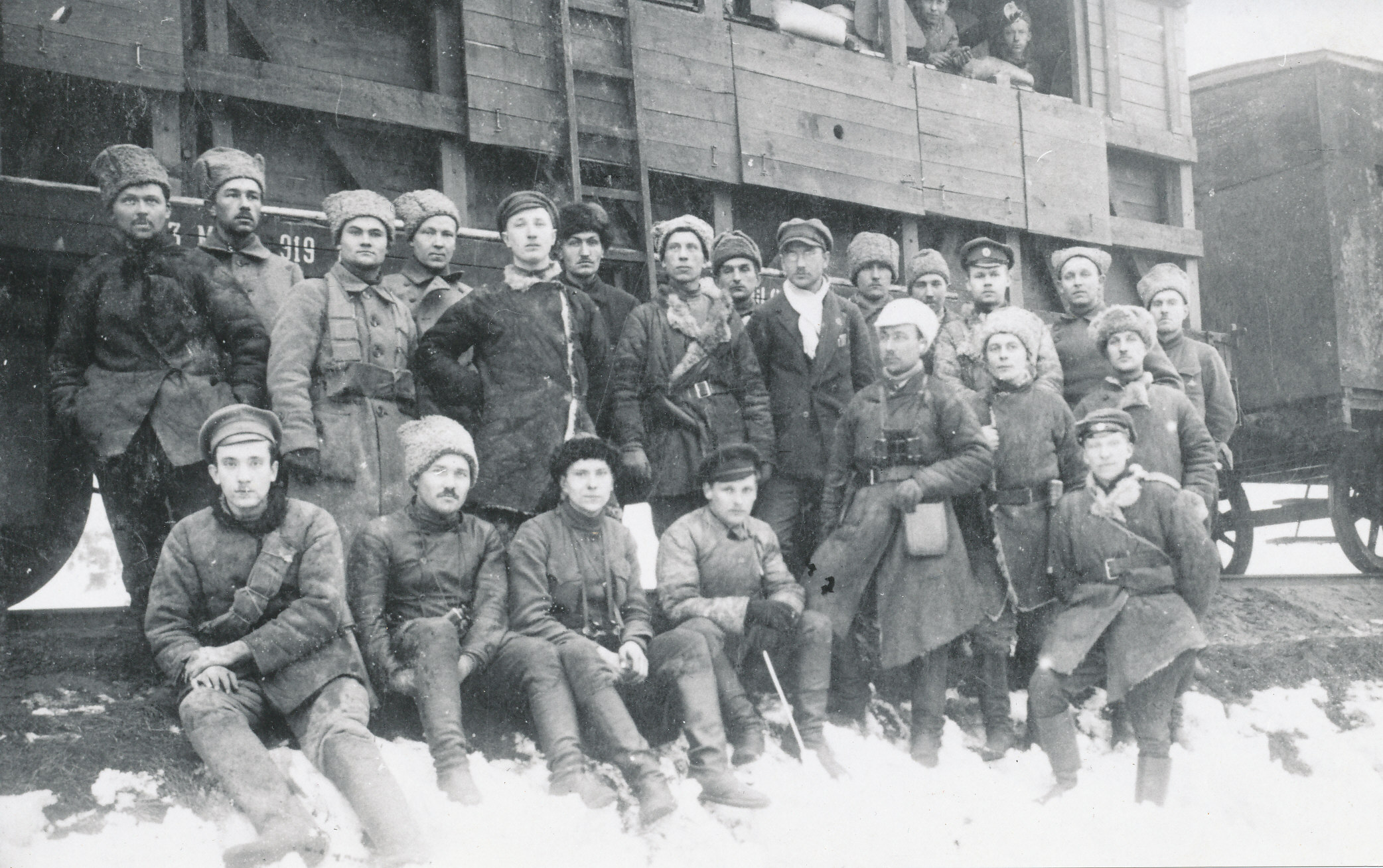
Pantsertrein van het Estische leger, december 1918
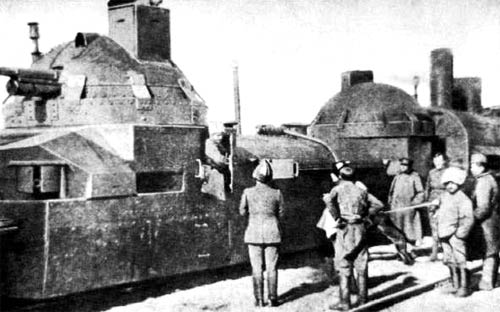
Pantsertrein Orlik van het Tsjechisch Legioen
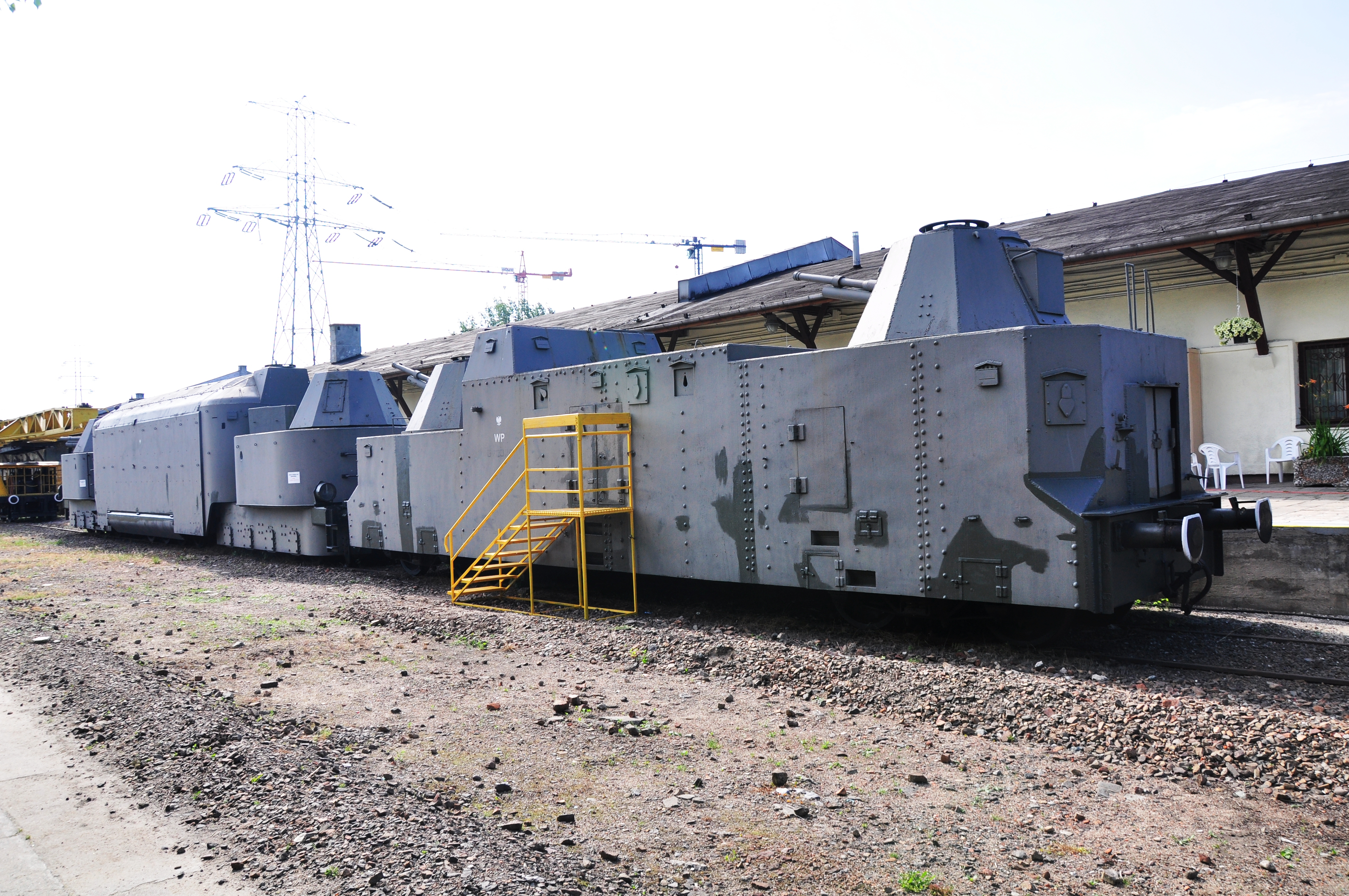
Duitse pantsertrein uit de Tweede Wereldoorlog
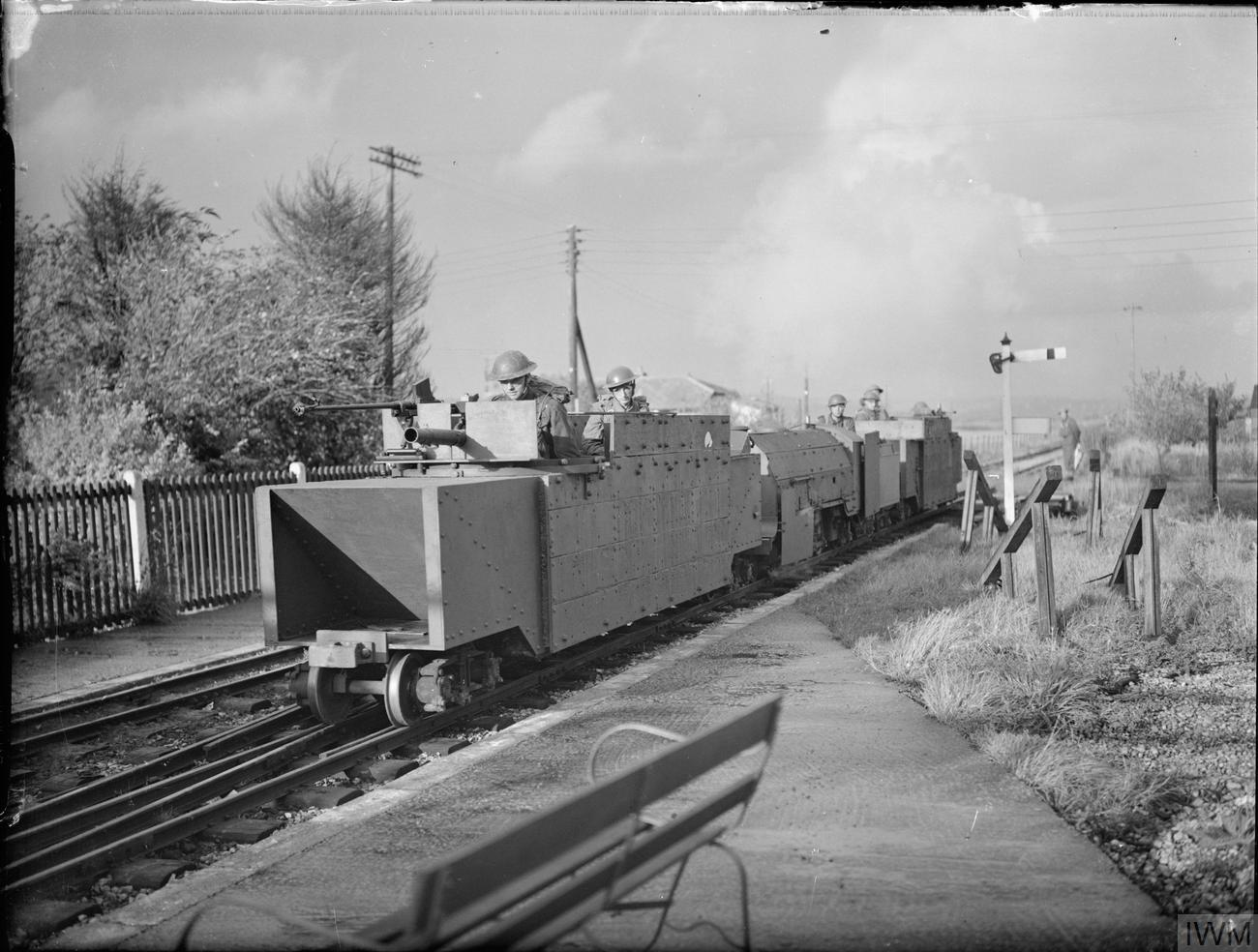
Gepantserde trein op de Romney, Hythe and Dymchurch Railway
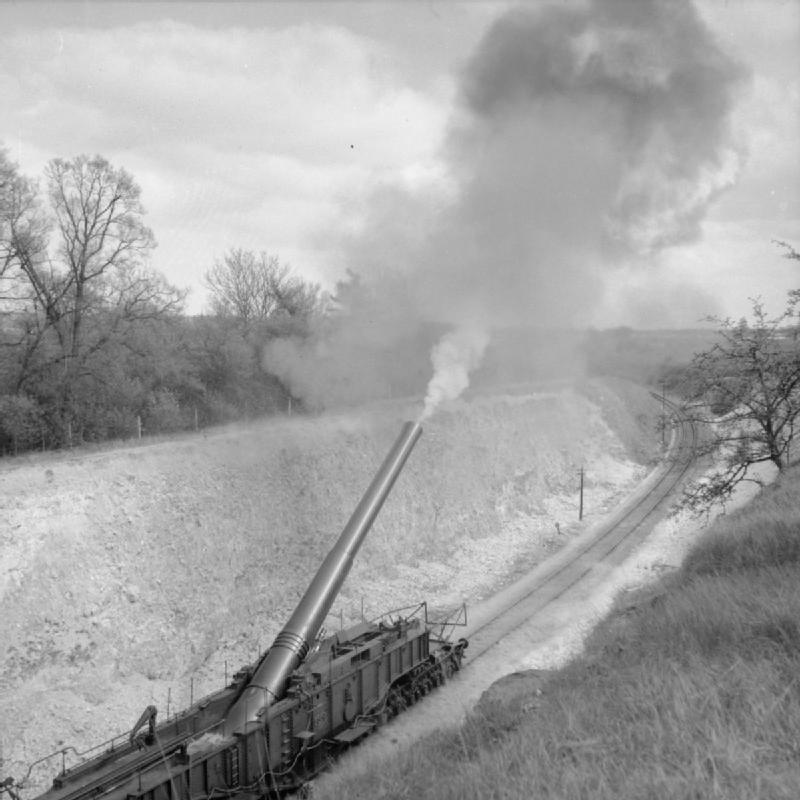
"Boche Buster"

Het gebruik van gepantserde en van geschut voorziene railvoertuigen is in het algemeen beperkt gebleven, ondanks de visuele aantrekkelijkheid ervan. Hoewel niet afhankelijk van de in een oorlogssituatie vaak zeer slechte wegen, zijn pantsertreinen aangewezen op de spoorlijnen die voorhanden zijn, en die vatbaar zijn voor sabotage. Om die reden konden pantsertreinen veelal alleen worden ingezet onder begeleiding van cavalerie als verkenners en spoorwegtroepen om gesaboteerde delen van spoorlijnen direct te herstellen. In de Boerenoorlog gebruikten de Britten, met wisselend succes, pantsertreinen. In de Eerste Wereldoorlog gebruikten zowel Oostenrijk-Hongarije als Rusland pantsertreinen. Een daarvan werd in de Russische Burgeroorlog door het Tsjechisch Legioen gebruikt. Tijdens de Estische Onafhankelijkheidsoorlog werden door het Estische leger pantsertreinen ingezet, bestaande uit omgebouwde goederenwagons. Tot het voorjaar van 1919 bestond de bepantsering uit houten schotten, opgevuld met zand, later uit stalen platen. In de Tweede Wereldoorlog gebruikten zowel Duitsland, Polen als Rusland pantsertreinen, maar deze bleken inmiddels kwetsbaar te zijn voor luchtaanvallen. Sedert de vorige wereldoorlog was tractie op rupsbanden zover ontwikkeld dat tanks beter voldeden. Een Duitse pantsertrein is bewaard gebleven in het spoorwegmuseum in Warschau.
Een "curiositeit" was de pantsertrein op de Romney, Hythe and Dymchurch Railway in 1940.
Het Duitse leger zette op 10 mei 1040 een pantsertrein in bij de aanval op de Peel-Raamstelling, doch zonder succes.
Van een pantsertrein te onderscheiden is het spoorwegkanon. Het gewicht van zwaar geschut is zodanig dat vervoer over de weg (zonder rupsbanden) vaak niet mogelijk is, terwijl vervoer over rails wel een optie is. Het geschut is op de wagon gemonteerd. Bij lichtere kalibers kan het geschut draaibaar zijn, bij zwaardere kalibers is dit niet mogelijk: de terugslag zou zo groot zijn dat het spoor beschadigd zou worden. (Hier diende dan een apart stuk spoorlijn in een boog te worden aangelegd.) Dit soort geschut is niet op grote schaal toegepast. Een voorbeeld ervan is de Britse Breech Loading 18-inch Rail Howitzer, bijgenaamd "Boche Buster", die pas na het einde van de Eerste Wereldoorlog gereed kwam, en in de Tweede Wereldoorlog slechts enkele granaten heeft afgevuurd.

### Hospitaaltreinen

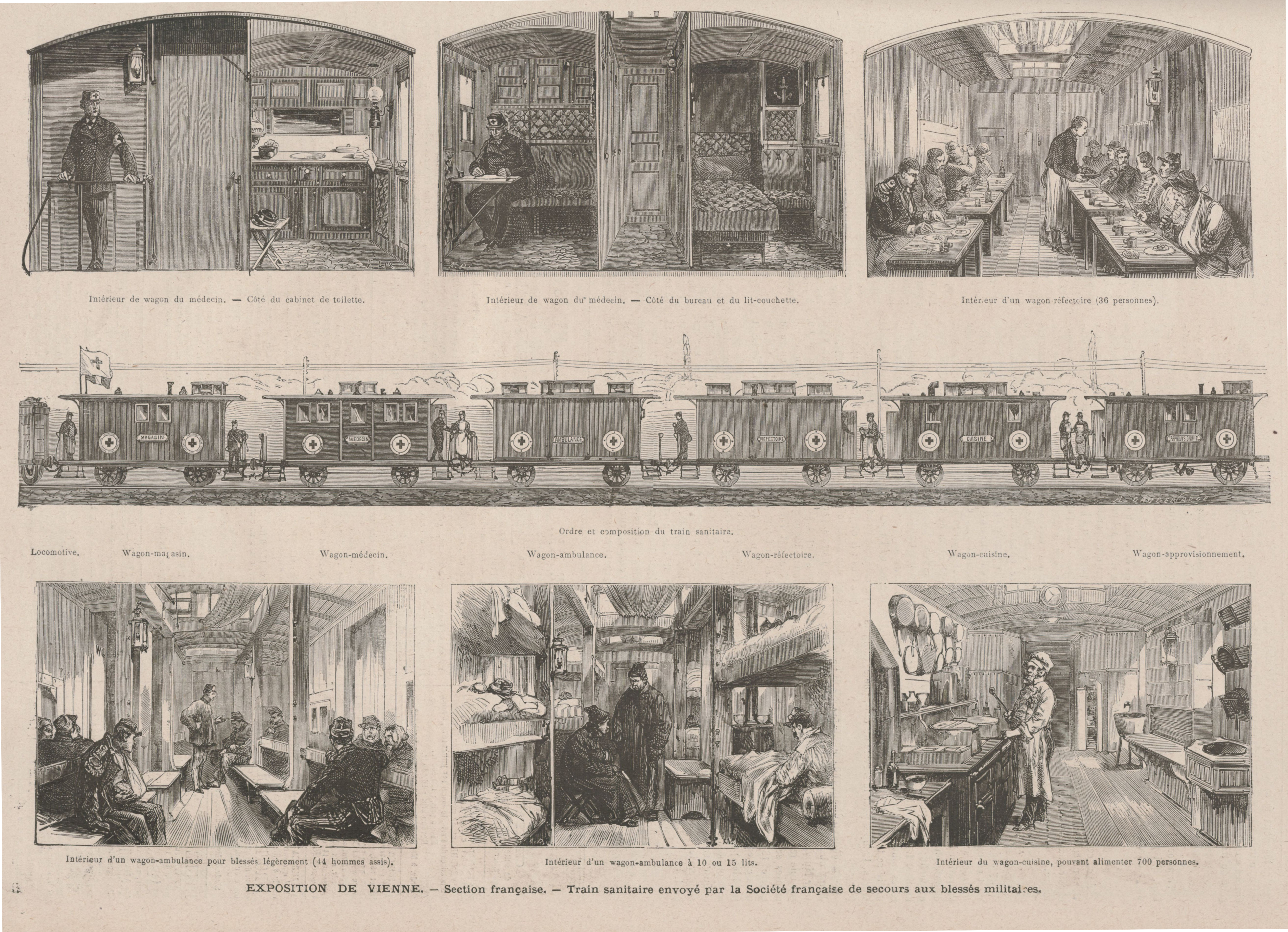
Franse hospitaaltrein, 1873
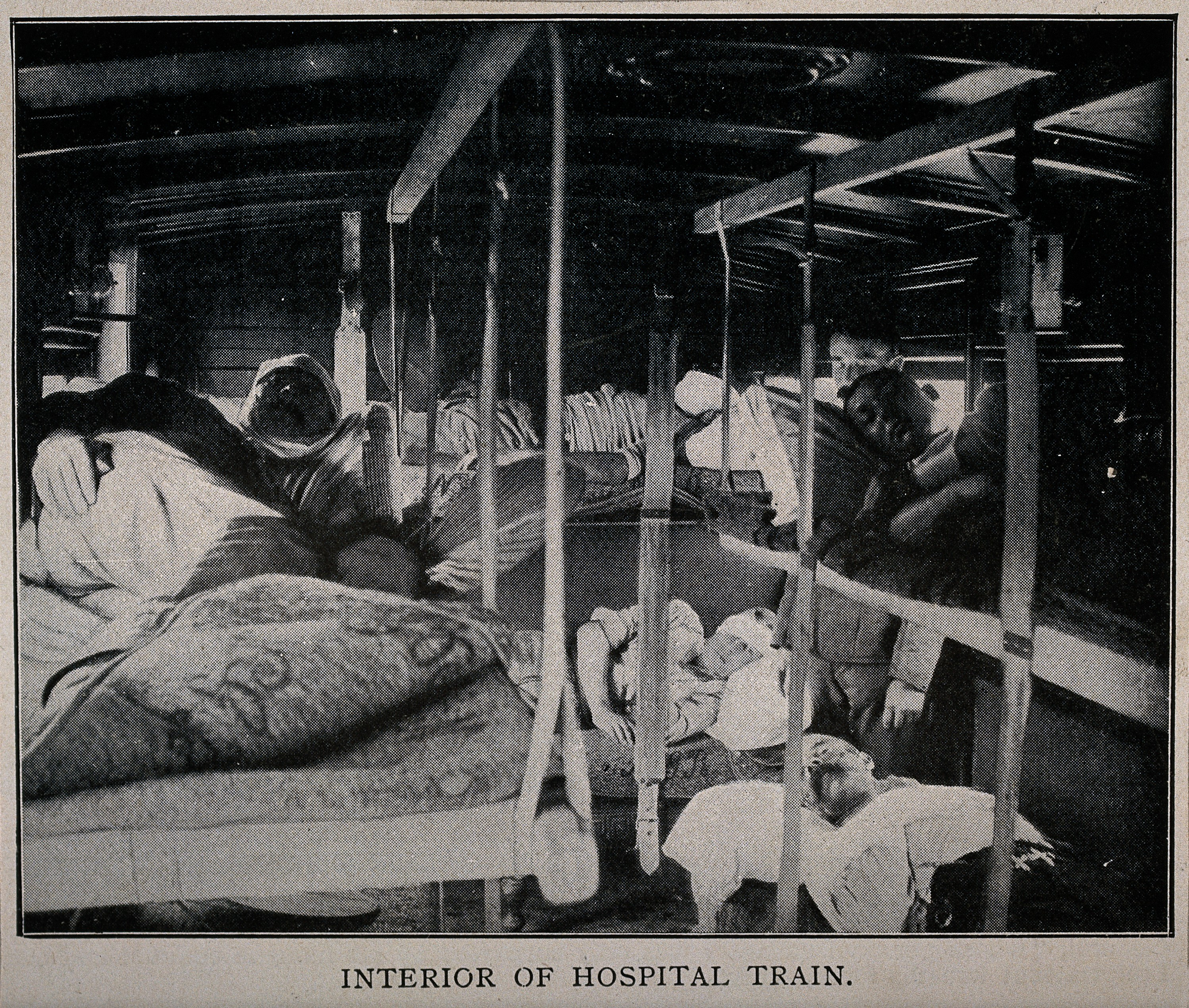
Interieur van een hospitaaltrein in de Tweede Boerenoorlog
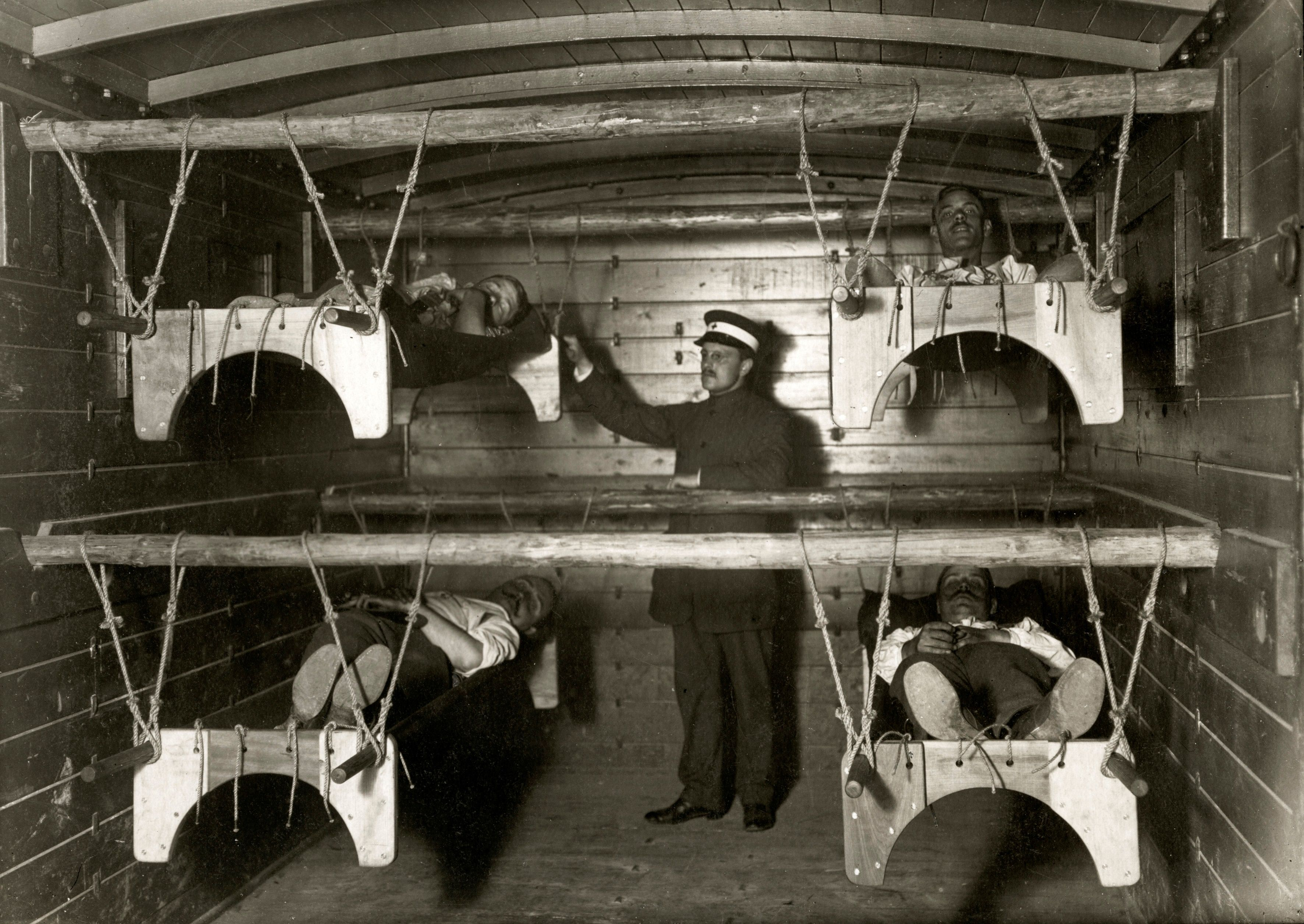
Hospitaaltrein in de Eerste Wereldoorlog

Ook voor het transport van gewonde soldaten naar (veld)hospitalen werden spoorwegen ingezet. Aanvankelijk waren dit gewone goederenwagons, waarvan de bodem met stro of bladeren bedekt werd, maar die verder geen enkele voorziening hadden. In de Amerikaanse burgeroorlog werden pas later wagons met enige voorzieningen gebruikt. Ook in latere conflicten bleven de faciliteiten tamelijk primitief. In diverse landen werd geëxperimenteerd met constructies waarbij brancards werden opgehangen aan de wagenplafonds. In de Tweede Boerenoorlog werd voor het eerst een speciaal daarvoor gebouwde en uitgeruste hospitaaltrein gebruikt, aangeduid als de Princess Christian Hospital Train. In de Eerste Wereldoorlog bleken de lessen uit eerdere oorlogen nog niet geleerd te zijn: beide partijen hadden meestal slechts primitieve faciliteiten voor het transport van gewonden. Pas tegen het einde van het conflict verbeterde de situatie: het Amerikaanse leger beschikte ten tijde van de wapenstilstand over 19 hospitaaltreinen, ieder met een capaciteit van 400 gewonden.